# Ille-sur-Têt
Pour les articles homonymes, voir Ille (homonymie).
Ille-sur-Têt [ij syʁ tɛt]  est une commune française située dans le centre du département des Pyrénées-Orientales, en région Occitanie. Sur le plan historique et culturel, la commune est dans le Roussillon, une ancienne province du royaume de France, qui a existé de 1659 jusqu'en 1790 et qui recouvrait les trois vigueries du Roussillon, du Conflent et de Cerdagne.
Exposée à un climat méditerranéen, elle est drainée par la Têt, le Boulès, la Riberette, le Gimeneill, le ruisseau de Bellàgre. La commune possède un patrimoine naturel remarquable composé de quatre zones naturelles d'intérêt écologique, faunistique et floristique.
Ille-sur-Têt est une commune rurale qui compte 5 546 habitants en 2022. Elle est dans l'unité urbaine d'Ille-sur-Têt et fait partie de l'aire d'attraction de Perpignan. Ses habitants sont appelés les Illois ou  Illoises.

## Toponymie
En catalan, le nom de la commune est Illa ['iʎə] ou (improprement) Illa de Tet.
Au IXe siècle, le nom est attesté sous la forme Yla. En 1793, le nom de la commune est Ille et devient officiellement Ille-sur-Têt le 11 mars 1953,.
L'origine du nom pourrait être le latin insula « île », avec un sens dérivé de « terres destinées à l'arrosage, situées près de la rivière ». Il peut aussi s'agir d'un composé il-ia, sur la base du mot aquitain ili « ville » ou de la racine du mot ibère apparenté ilti, iltiŕ « ville ».

## Géographie

### Localisation
La commune d'Ille-sur-Têt se trouve dans le département des Pyrénées-Orientales, en région Occitanie.
Elle se situe à 23 km à vol d'oiseau de Perpignan, préfecture du département, à 17 km de Prades, sous-préfecture, et à 14 km du Le Soler, bureau centralisateur du canton de la Vallée de la Têt dont dépend la commune depuis 2015 pour les élections départementales.
La commune est par ailleurs ville-centre du bassin de vie d'Ille-sur-Têt.
Les communes les plus proches sont : 
Saint-Michel-de-Llotes (2,4 km), Bouleternère (3,6 km), Corbère (3,8 km), Néfiach (4,6 km), Corbère-les-Cabanes (4,7 km), Rodès (5,0 km), Bélesta (5,3 km), Montalba-le-Château (5,7 km).
Sur le plan historique et culturel, Ille-sur-Têt fait partie de la région de Conflent, héritière de l'ancien comté de Conflent et de la viguerie de Conflent. Ce pays correspond à l'ensemble des vallées pyrénéennes qui « confluent » avec le lit creusé par la Têt entre Mont-Louis, porte de la Cerdagne, et Rodès, aux abords de la plaine du Roussillon.

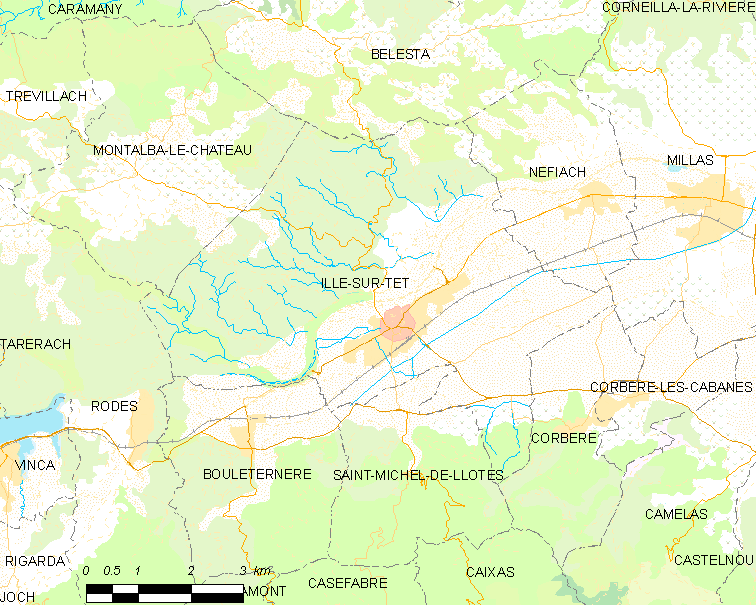
Situation de la commune.

| Montalba-le-Château | Bélesta                | Néfiach |
| Rodès               | Ille-sur-Têt           | Millas  |
| Bouleternère        | Saint-Michel-de-Llotes | Corbère |

### Géologie et relief
La superficie de la commune est de 3 167 hectares. L'altitude varie entre 110 et 446 mètres.
La commune est classée en zone de sismicité 3, correspondant à une sismicité modérée.

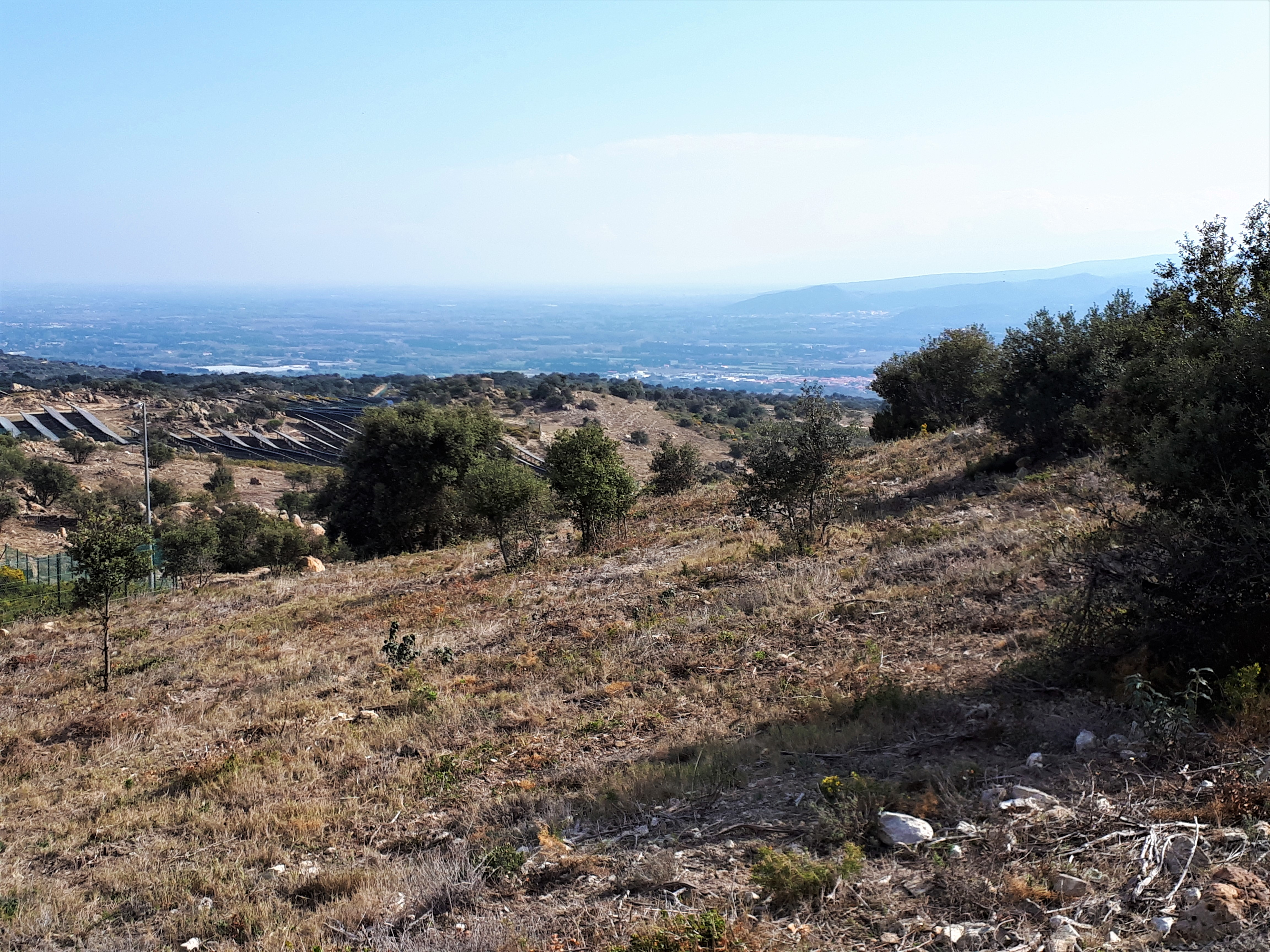
Vue, en direction du sud-est, sur la commune d'Ille-sur-Têt. La ville d'Ille-sur-Têt (au centre et un peu à droite) se trouve près de la rivière Têt. Au nord-ouest de cette rivière se trouve un plateau granitique (de date hercynienne, environ 300 millions d'années), que l'on voit ici avec des panneaux solaires,. Au sud-est de la Têt, autour de et au-delà de la ville, se trouve une série de terrasses fluviales récentes du Quaternaire. Au-delà (et au-delà de la commune) s'élèvent les collines des Aspres, où certaines formations ont plus de 500 millions d'années. La plaine du Roussillon (Néogène et Quaternaire) s'étend à l'est (à gauche).

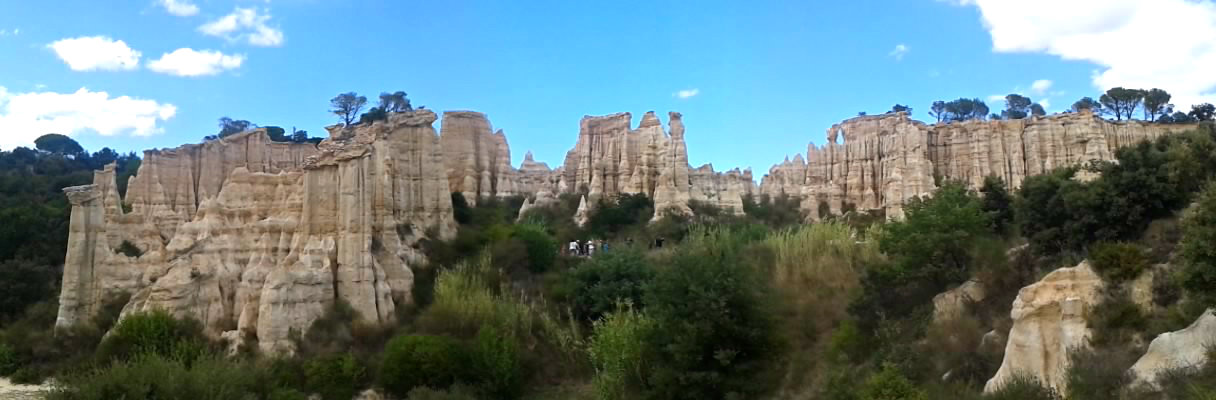
Orgues d’Ille-sur-Têt

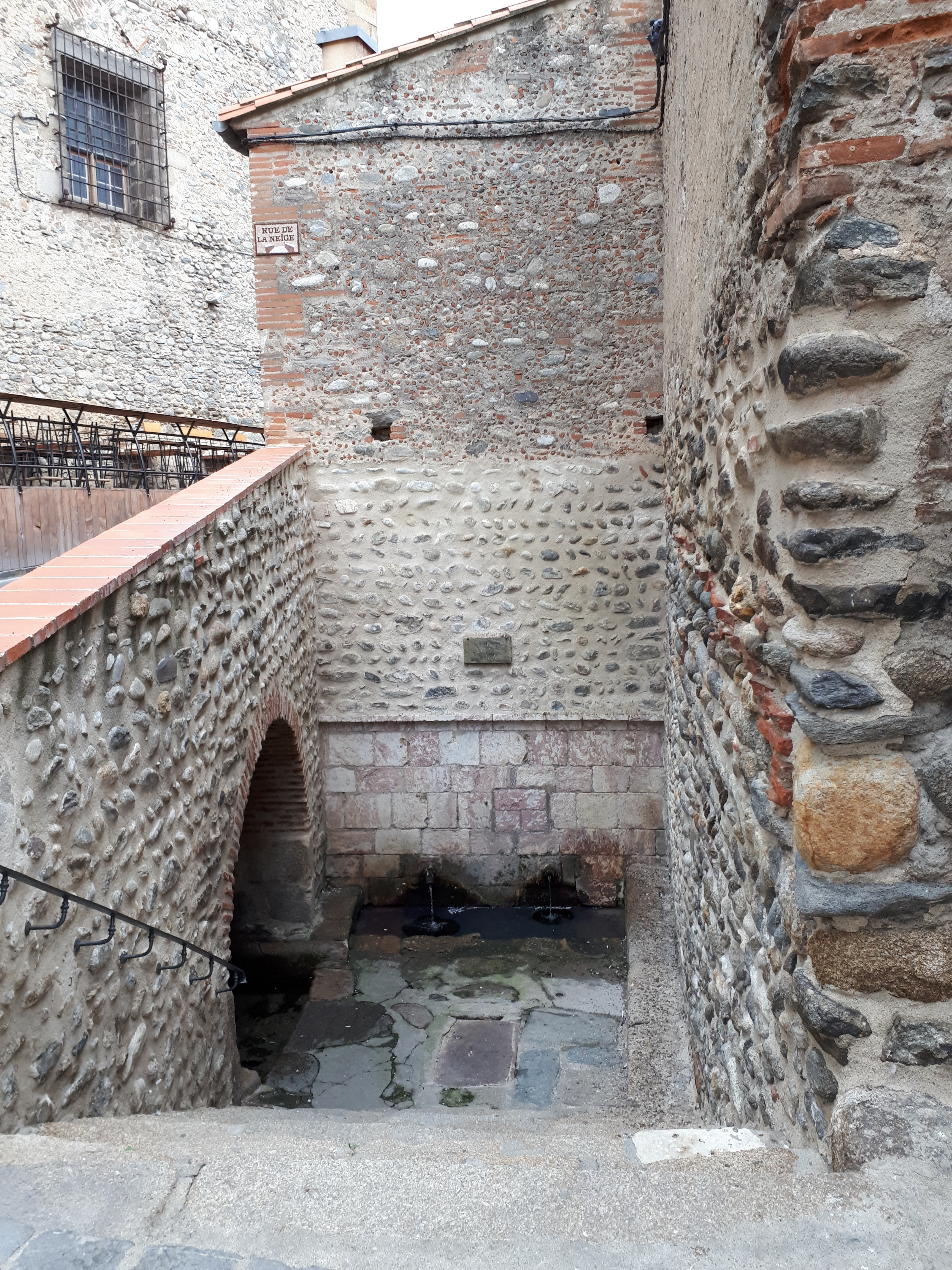
La font de la Vila (ou dels Quatre Canalots), Rue de la Neige, Ille-sur-Têt.

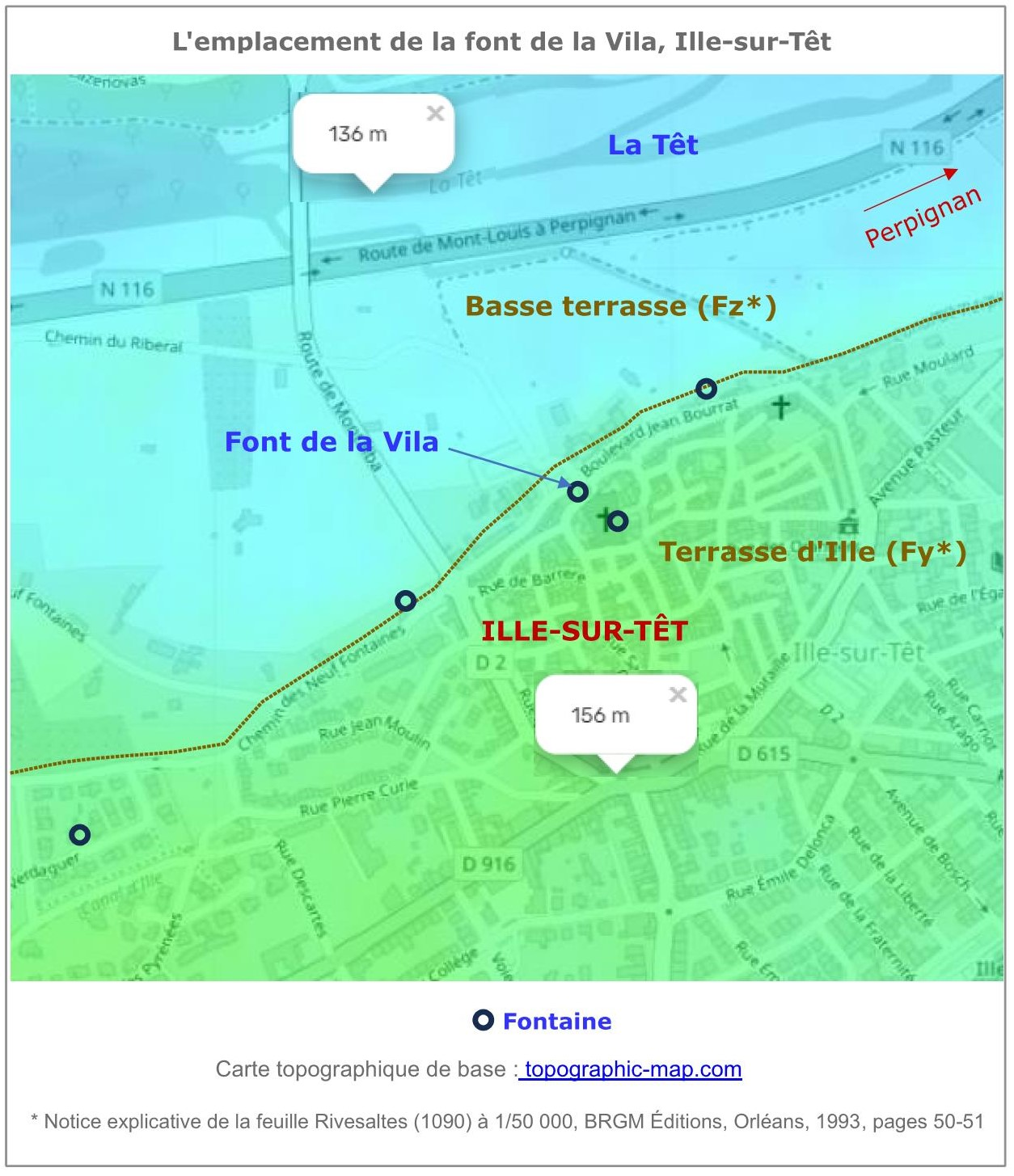
L'emplacement de la font de la Vila.

Le village est également géologiquement caractérisé par l'existence sur son territoire de cheminées de fées qui ont été nommées Orgues d'Ille-sur-Têt et qui ont été taillés dans des sédiments du Pliocène. L'affleurement du Pilocène sur la commune se situe entre le pied du plateau granitique et la Têt, environ un kilomètre au nord de la ville.
La ville d'Ille-sur-Têt a été construite sur une terrasse fluviale située juste au sud de la Têt et de sa plaine inondable actuelle, à une altitude de quelques mètres au-dessus de cette plaine. Un certain nombre de sources naturelles se trouvent sur ou près du bord nord de cette terrasse, là où elle descend vers la plaine inondable. Certaines de ces sources ont été utilisées pendant des siècles comme "fonts" (fontaines), fournissant de l'eau fraîche à la ville et à ses environs. C'est le cas de la "Font de la Vila", qui se trouve au bas d'un escalier, juste à l'intérieur des anciens remparts de la ville,. On pense que la terrasse fluviale ("Fy") s'est formée vers la fin de la période glaciaire la plus récente ("Würm"). La plaine d'inondation ("Fz") est d'âge récent (Holocène),.

### Hydrographie

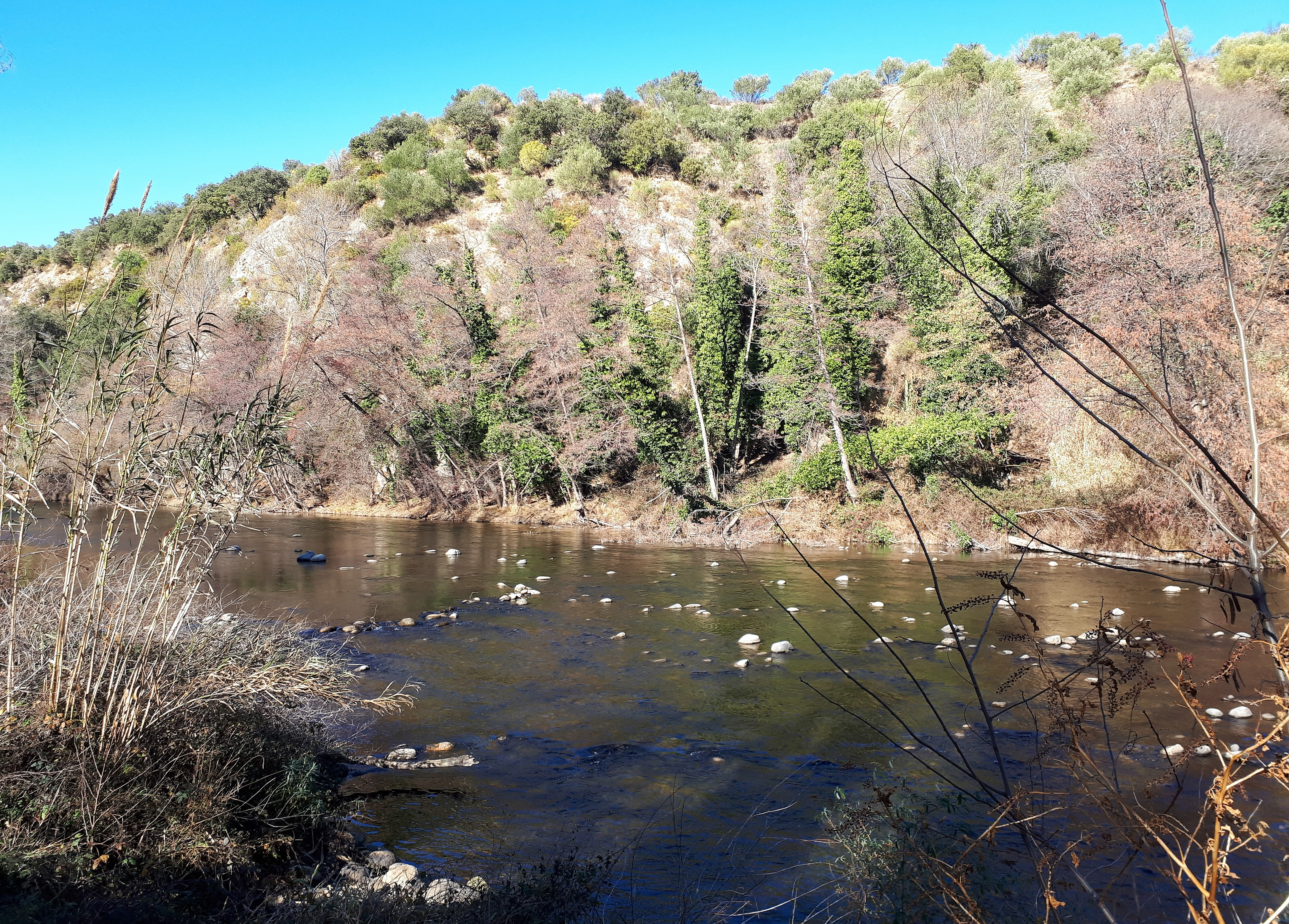
La Têt dans la secteur sud-ouest de la commune.

La commune est traversée par la Têt (qui passe au nord de la ville), ainsi que par son affluent le Boulès (au sud).

### Climat
Pour des articles plus généraux, voir Climat de l'Occitanie et Climat des Pyrénées-Orientales.
En 2010, le climat de la commune est de type climat méditerranéen franc, selon une étude du CNRS s'appuyant sur une série de données couvrant la période 1971-2000. En 2020, Météo-France publie une typologie des climats de la France métropolitaine dans laquelle la commune est dans une zone de transition entre le climat de montagne et le climat méditerranéen et est dans la région climatique Pyrénées orientales, caractérisée par une faible pluviométrie, un très bon ensoleillement (2 600 h/an), un air sec, particulièrement en hiver et peu de brouillards.
Pour la période 1971-2000, la température annuelle moyenne est de 14,4 °C, avec une amplitude thermique annuelle de 15,5 °C. Le cumul annuel moyen de précipitations est de 760 mm, avec 6,1 jours de précipitations en janvier et 2,8 jours en juillet. Pour la période 1991-2020, la température moyenne annuelle observée sur la station météorologique la plus proche, située sur la commune de Caixas à 11 km à vol d'oiseau, est de 15,5 °C et le cumul annuel moyen de précipitations est de 729,7 mm,. Pour l'avenir, les paramètres climatiques de la commune estimés pour 2050 selon différents scénarios d’émission de gaz à effet de serre sont consultables sur un site dédié publié par Météo-France en novembre 2022.

### Milieux naturels et biodiversité

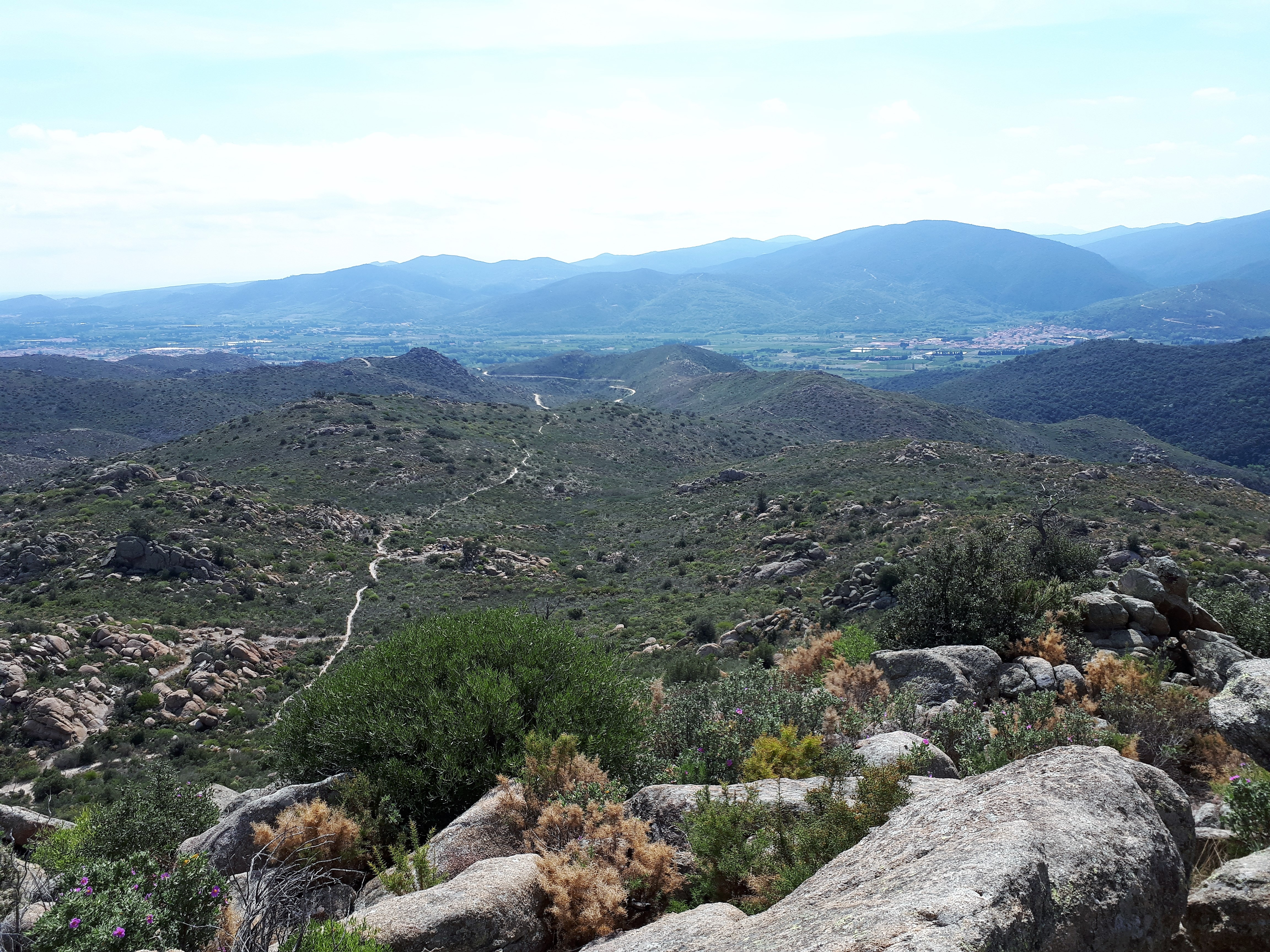
Le plateau de Rodès et de Montalba, commune d'Ille-sur-Têt, vue vers le sud depuis Puig Pedros.

L’inventaire des zones naturelles d'intérêt écologique, faunistique et floristique (ZNIEFF) a pour objectif de réaliser une couverture des zones les plus intéressantes sur le plan écologique, essentiellement dans la perspective d’améliorer la connaissance du patrimoine naturel national et de fournir aux différents décideurs un outil d’aide à la prise en compte de l’environnement dans l’aménagement du territoire.
Deux ZNIEFF de type 1 sont recensées sur la commune :
le « plateau de Rodès et de Montalba » (2 677 ha), couvrant 5 communes du département et 
la « vallée de la Têt de Vinça à Perpignan » (554 ha), couvrant 10 communes du département
et deux ZNIEFF de type 2, : 
- le « massif des Aspres » (28 819 ha), couvrant 37 communes du département[29] ;
- le « massif du Fenouillèdes » (34 157 ha), couvrant 40 communes dont une dans l'Aude et 39 dans les Pyrénées-Orientales[30].

Carte des ZNIEFF de type 1 et 2 à Ille-sur-Têt.
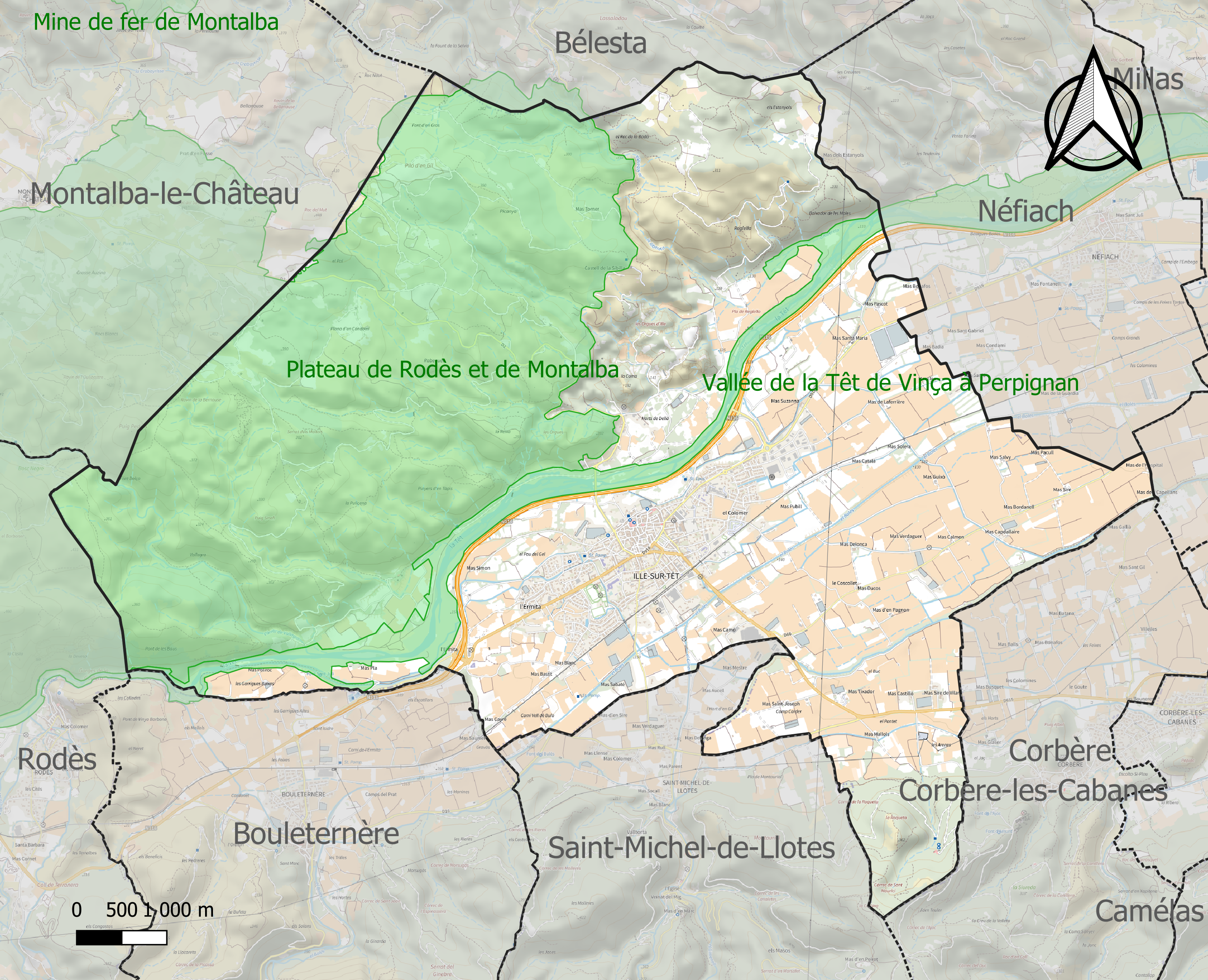
Carte des ZNIEFF de type 1 sur la commune.
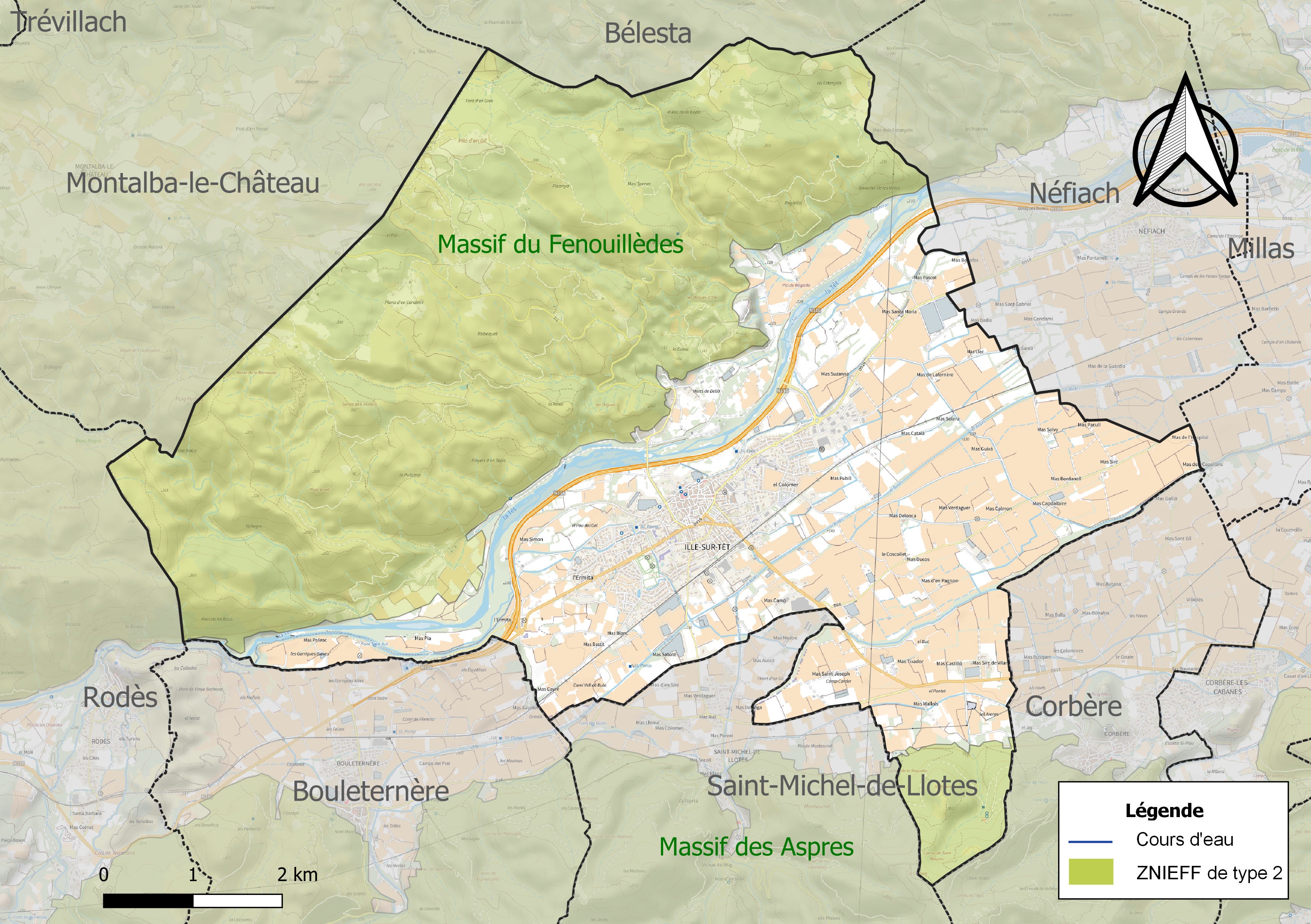
Carte des ZNIEFF de type 2 sur la commune.

## Urbanisme

### Typologie
Au 1er janvier 2024, Ille-sur-Têt est catégorisée bourg rural, selon la nouvelle grille communale de densité à sept niveaux définie par l'Insee en 2022.
Elle appartient à l'unité urbaine d'Ille-sur-Têt, une agglomération intra-départementale regroupant quatre  communes, dont elle est ville-centre,,. Par ailleurs la commune fait partie de l'aire d'attraction de Perpignan, dont elle est une commune de la couronne,. Cette aire, qui regroupe 118 communes, est catégorisée dans les aires de 200 000 à moins de 700 000 habitants,.

### Occupation des sols

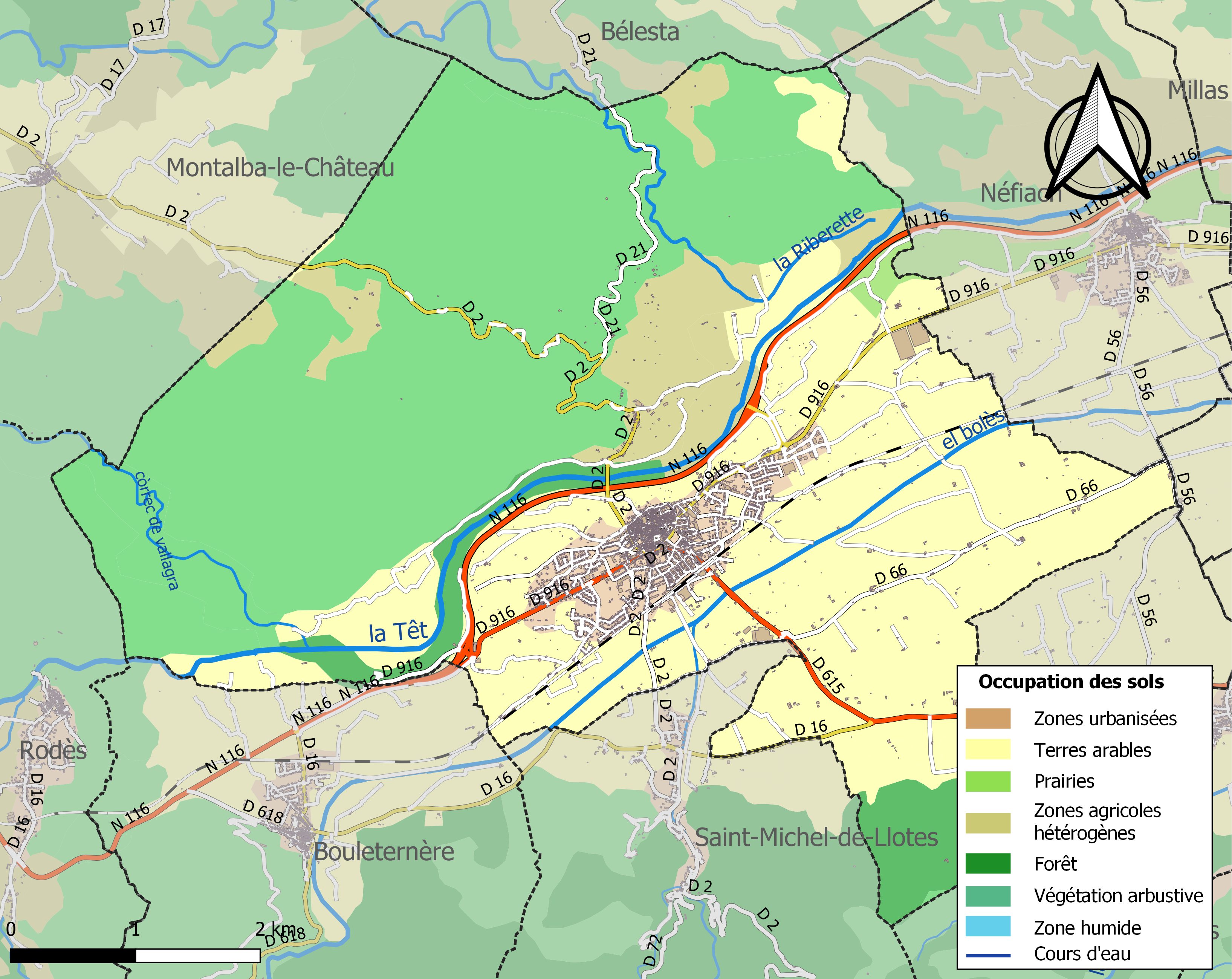
Carte des infrastructures et de l'occupation des sols de la commune en 2018 (CLC).

L'occupation des sols de la commune, telle qu'elle ressort de la base de données européenne d’occupation biophysique des sols Corine Land Cover (CLC), est marquée par l'importance des forêts et milieux semi-naturels (48,8 % en 2018), une proportion sensiblement équivalente à celle de 1990 (48,5 %). La répartition détaillée en 2018 est la suivante : 
milieux à végétation arbustive et/ou herbacée (43,9 %), cultures permanentes (38,5 %), zones agricoles hétérogènes (7,4 %), forêts (4,9 %), zones urbanisées (4,8 %), prairies (0,5 %).
L'IGN met par ailleurs à disposition un outil en ligne permettant de comparer l’évolution dans le temps de l’occupation des sols de la commune (ou de territoires à des échelles différentes). Plusieurs époques sont accessibles sous forme de cartes ou photos aériennes : la carte de Cassini (XVIIIe siècle), la carte d'état-major (1820-1866) et la période actuelle (1950 à aujourd'hui).

### Voies de communication et transports
La route nationale 116 traverse la commune d'est en ouest. Celle-ci est aussi un des points d’accès à la région des Fenouillèdes (vers Montalba-le-Château ou Bélesta).
La commune compte une gare sur son territoire, la gare d'Ille-sur-Têt, desservie quotidiennement par des TER Occitanie effectuant des missions entre les gares de Perpignan et de Villefranche - Vernet-les-Bains.
De nombreuses lignes du réseau régional liO desservent la commune : la 511 (Rabouillet - Ille-sur-Têt), 512 (Corbère - Perpignan), 513 (Rodès - Ille-sur-Têt), 520 (Prades - Perpignan).

### Risques majeurs
Le territoire de la commune d'Ille-sur-Têt est vulnérable à différents aléas naturels : inondations, climatiques (grand froid ou canicule), feux de forêts, mouvements de terrains et séisme (sismicité modérée). Il est également exposé à deux risques technologiques,  le transport de matières dangereuses et la rupture d'un barrage, et à un risque particulier, le risque radon,.

#### Risques naturels
Certaines parties du territoire communal sont susceptibles d’être affectées par le risque d’inondation par crue torrentielle de cours d'eau du bassin de la Têt. La commune fait partie du territoire à risques importants d'inondation (TRI) de Perpignan-Saint-Cyprien, regroupant 43 communes du bassin de vie de l'agglomération perpignanaise, un des 31 TRI qui ont été arrêtés le 12 décembre 2012 sur le bassin Rhône-Méditerranée. Des cartes des surfaces inondables ont été établies pour trois scénarios : fréquent (crue de temps de retour de 10 ans à 30 ans), moyen (temps de retour de 100 ans à 300 ans) et extrême (temps de retour de l'ordre de 1 000 ans, qui met en défaut tout système de protection),.
Les mouvements de terrains susceptibles de se produire sur la commune sont soit des mouvements liés au retrait-gonflement des argiles, soit des glissements de terrains, soit des chutes de blocs. Une cartographie nationale de l'aléa retrait-gonflement des argiles permet de connaître les sols argileux ou marneux susceptibles vis-à-vis de ce phénomène.
Ces risques naturels sont pris en compte dans l'aménagement du territoire de la commune par le biais d'un plan de prévention des risques d'inondations.

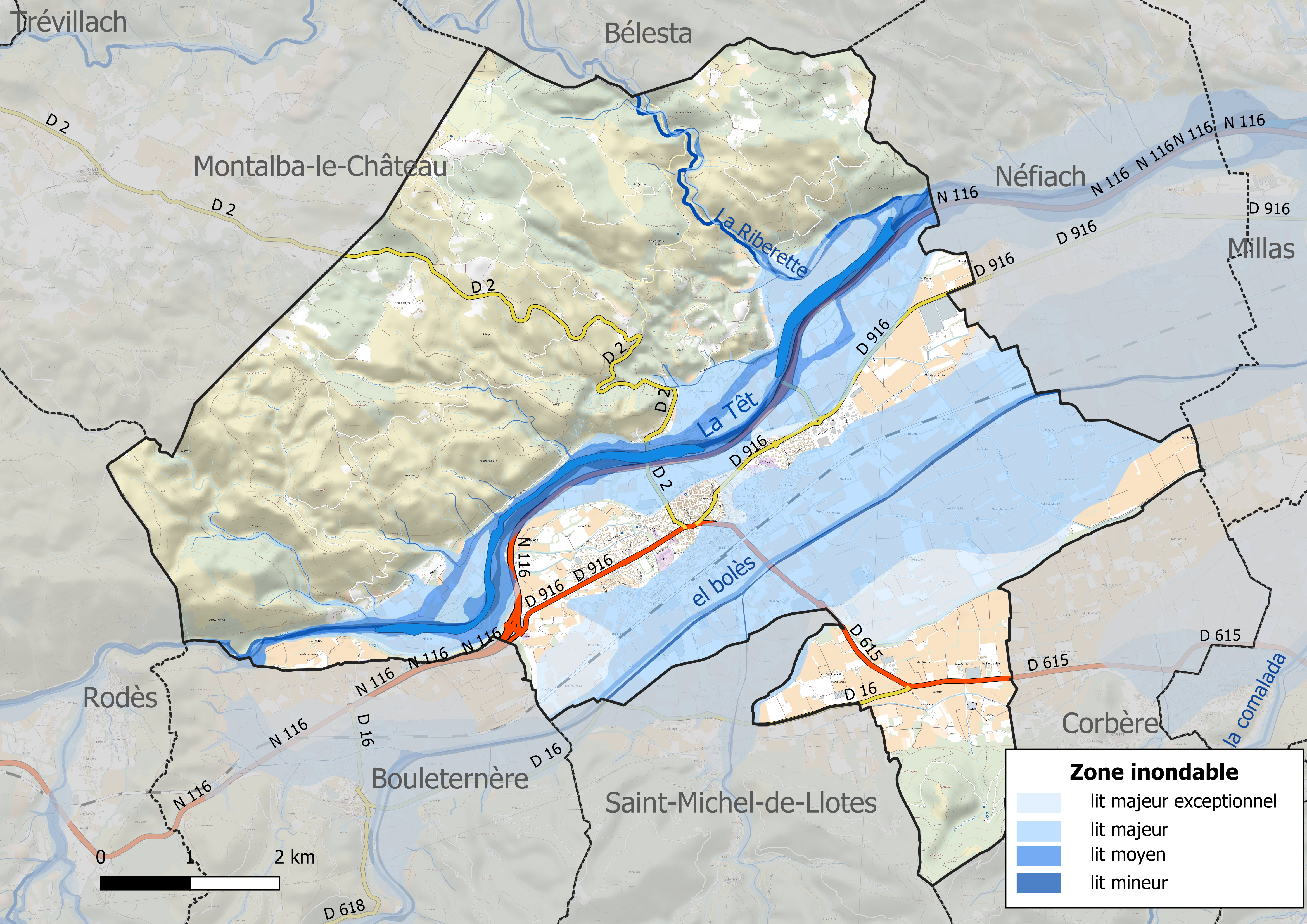
Carte des zones inondables.
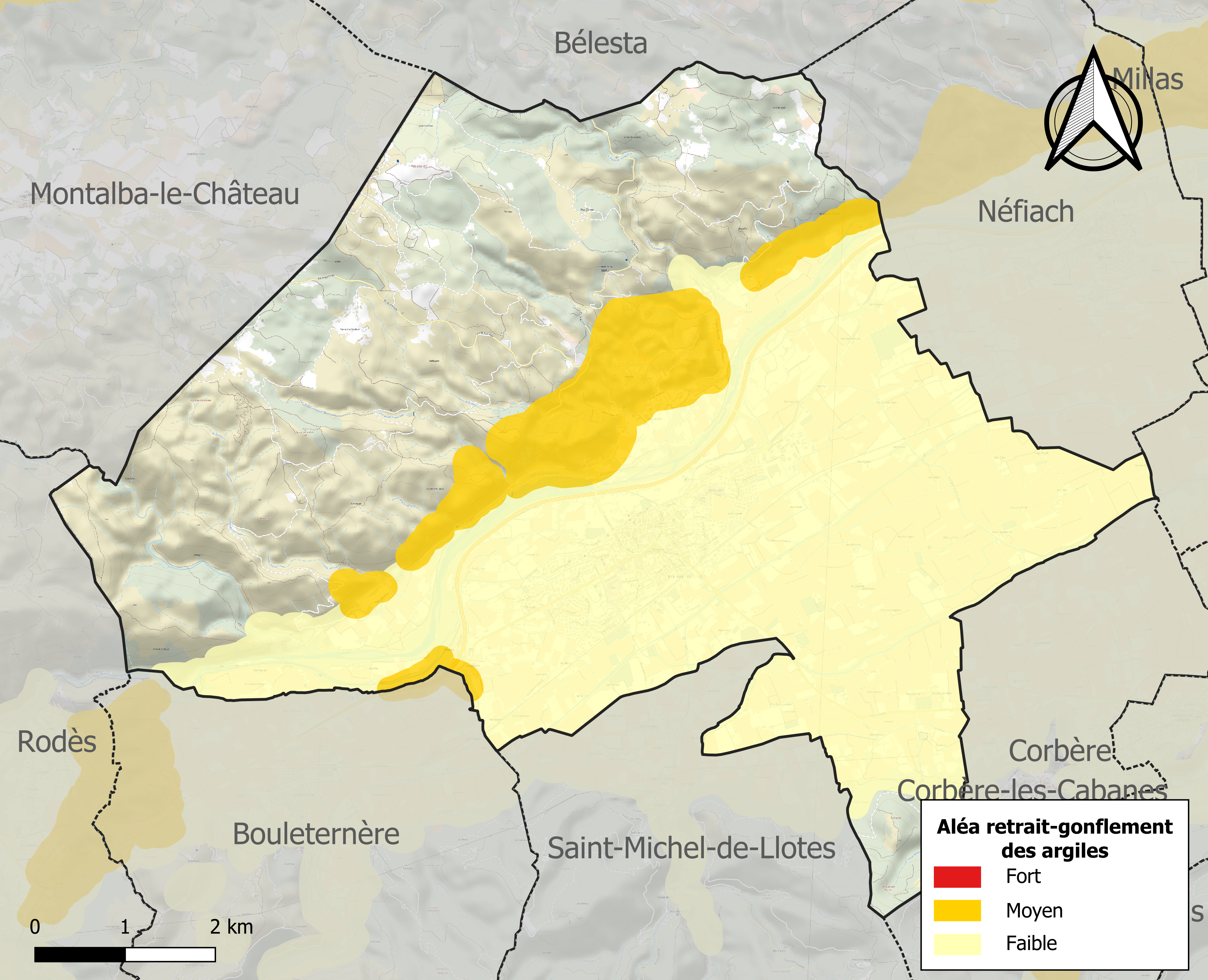
Carte des zones d'aléa retrait-gonflement des argiles.

#### Risques technologiques
Le risque de transport de matières dangereuses sur la commune est lié à sa traversée par une route à fort trafic. Un accident se produisant sur une telle infrastructure est en effet susceptible d’avoir des effets graves au bâti ou aux personnes jusqu’à 350 m, selon la nature du matériau transporté. Des dispositions d’urbanisme peuvent être préconisées en conséquence.
Dans le département des Pyrénées-Orientales, on dénombre sept grands barrages susceptibles d’occasionner des dégâts en cas de rupture. La commune fait partie des 66 communes susceptibles d’être touchées par l’onde de submersion consécutive à la rupture d’un de ces barrages, les barrages de Vinça ou des Bouillouses sur la Têt.

#### Risque particulier
Dans plusieurs parties du territoire national, le radon, accumulé dans certains logements ou autres locaux, peut constituer une source significative d’exposition de la population aux rayonnements ionisants. Toutes les communes du département sont concernées par le risque radon à un niveau plus ou moins élevé. Selon la classification de 2018, la commune d'Ille-sur-Têt est classée en zone 3, à savoir zone à potentiel radon significatif.

## Histoire
Dans le cadre de la guerre des faucheurs, 5 000 soldats espagnols dirigés par Juan de Garay Otañez, avec de la cavalerie et quatre pièces d'artillerie provenant de Perpignan, ont attaqué la cité du 23 au 29 septembre 1640. Ils ont été repoussés par les 600 Français de George Stuart, 9e seigneur d'Aubigny. La résistance de la population et la menace de l'arrivée des renforts français ont découragé les Espagnols qui ont levé le siège.

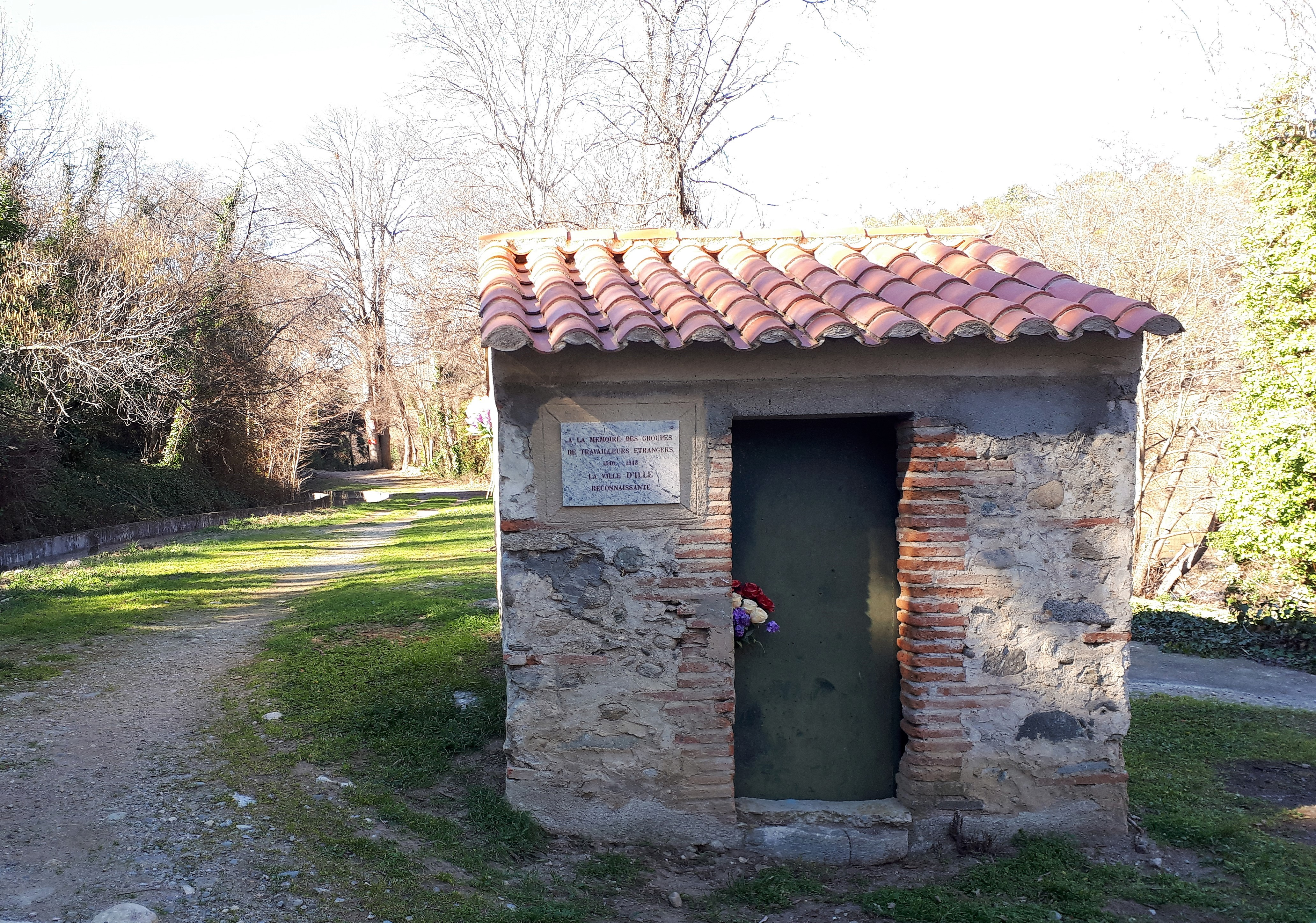
Baraque entre la Têt et un canal d'irrigation ("Rec d'Illa", à gauche), avec plaque en hommage à un Groupement de travailleurs étrangers qui ont restauré le canal après les inondations de 1940
,
.

## Politique et administration

### Canton
En 1790, la commune d'Ille est choisie pour être le chef-lieu du canton d'Ille. Celui-ci est supprimé en 1801 et Ille est alors rattachée au canton de Vinça qu'elle ne quitte plus par la suite,.
À compter des élections départementales de 2015, la commune est incluse dans le nouveau canton de la Vallée de la Têt.

### Administration municipale
Le nombre d'habitants au recensement de 2011 étant compris entre 5 000 habitants et 9 999 habitants au dernier recensement, le nombre de membres du conseil municipal est de vingt-neuf,.

### Liste des maires
| Période      | Période           | Identité             | Étiquette             | Qualité |
| ------------ | ----------------- | -------------------- | --------------------- | --- |
| 1790         | 1791              | Étienne Llagone      |                       | |
| 1791         | 1793              | Jacques Salamo       |                       | |
| 1793         | 1794              | Jean Moynier         |                       | |
| 1794         | 1794              | François Dauriach    |                       | |
| 1794         | 1795              | François Tarris      |                       | |
| 1795         | 1798              | Jacques Mauran       |                       | |
| 1798         | 1808              | Michel Clotes        |                       | |
| 1808         | 1815              | Jean Boixo           |                       | |
| 1815         | 1815              | François Dauriach    |                       | |
| 1815         | 1825              | Jean Boixo           |                       | |
| 1825         | 1826              | François Battle      |                       | |
| 1826         | 1830              | Jacques Abadie       |                       | |
| 1830         | 1831              | François Dauriach    |                       | |
| 1831         | 1837              | Jean de Lacour       |                       | |
| 1837         | 1840              | Jean Chauvet         |                       | |
| 1840         | 1848              | Jean de Lacour       |                       | |
| 1848         | 1848              | Joseph Gravas        |                       | |
| 1848         | 1848              | Jacques Illes        |                       | |
| 1848         | 1848              | François Obert       |                       | |
| 1848         | 1849              | Joseph Boixo         |                       | |
| 1849         | 1850              | Jean Nadal           |                       | |
| 1850         | 1858              | François Obert       |                       | |
| 1858         | 1867              | Jean Trullès         |                       | |
| 1867         | 1870              | Victor de Lacour     |                       | |
| 1870         | 1870              | Antoine Lavaill      |                       | |
| 1870         | 1871              | Joseph Marty         |                       | |
| 1871         | 1871              | Victor de Lacour     |                       | |
| 1871         | 1874              | Joseph Marty         |                       | |
| 1874         | 1876              | Raymond Amiel        |                       | |
| 1876         | 1876              | Auguste Pinet        |                       | |
| 1876         | 1877              | Frédéric Fillol      |                       | |
| 1877         | 1878              | Charles de Lacour    |                       | |
| 1878         | 1878              | Louis Noguès         |                       | |
| 1878         | 1881              | Frédéric Fillol      |                       | |
| 1881         | 1894              | François Baux        |                       | |
| 1894         | 1895              | François Nicolau     |                       | |
| 1895         | 1896              | Jean Galia           |                       | |
| 1896         | 1900              | François Baux        |                       | |
| 1900         | 1904              | François Aspes       |                       | |
| 1904         | 1904              | François Baux        |                       | |
| 1904         | 1922              | Étienne Batlle       | AD[réf. nécessaire]   | Médecin puis pharmacien Député des Pyrénées-Orientales (1919 → 1924) Conseiller général du canton de Vinça (1898 → 1922) |
| 1922         | 1923              | Félix Ausseil        |                       | |
| 1923         | 1927              | Louis Marqui         |                       | |
| 1927         | 1935              | Jean Galia           |                       | Cultivateur |
| 1935         | 1940              | Jacques Tixador      |                       | |
| 1940         | 1941              | Aimé Saris           |                       | |
| 1941         | 1944              | Pierre Blanc         |                       | |
| 1944         | 1947              | Étienne Margaill     |                       | |
| octobre 1947 | 1954              | Jean Pons            | SFIO[réf. nécessaire] | Conseiller général du canton de Vinça (1951 → 1958)                                                                      |
| 1954         | mars 1959         | Lucien Gély          |                       | |
| mars 1959    | mars 1977         | Maurice Iché         |                       | |
| mars 1977    | mars 1983         | Lucette Pla-Justafré | PCF                   | Institutrice Conseiller général du canton de Vinça (1964 → 1982)                                                         |
| mars 1983    | mars 2001         | Henri Soler          | DVD                   | Conseiller général du canton de Vinça (1982 → 2001)                                                                      |
| mars 2001    | août 2009 (décès) | Henri Demay          | PS                    | Fonctionnaire Conseiller général du canton de Vinça (2001 → 2009)                                                        |
| 2009         | En cours          | William Burghoffer,  | PS                    | Fonctionnaire |

### Politique de développement durable

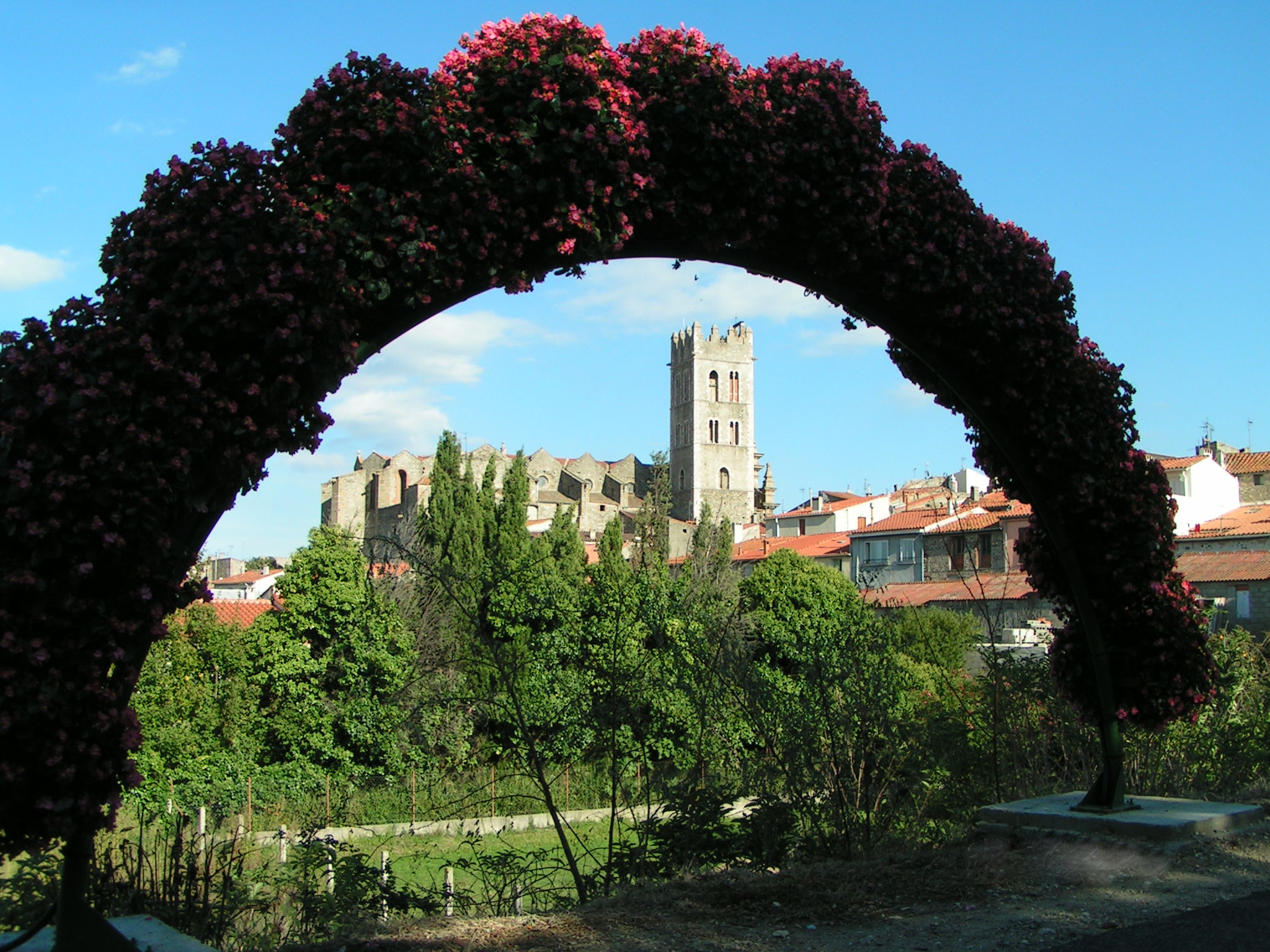
Vue d'Ille-sur-Têt.

La ville a engagé une politique de développement durable en lançant une démarche d'Agenda 21.
Ville fleurie : deux fleurs attribuées par le Conseil national des Villes et Villages fleuris de France au Concours des villes et villages fleuris.

## Population et société

### Démographie ancienne
La population  est exprimée en nombre de feux (f) ou d'habitants (H).
| 1358 | 1365  | 1378  | 1424 | 1470  | 1515  | 1553  | 1643  | 1693  |
| ---- | ----- | ----- | ---- | ----- | ----- | ----- | ----- | ----- |
| 25 f | 241 f | 160 f | 3 f  | 211 f | 256 f | 238 f | 338 f | 394 f |

| 1709  | 1720  | 1730  | 1765    | 1767    | 1774    | 1789  | - | - |
| ----- | ----- | ----- | ------- | ------- | ------- | ----- | - | - |
| 394 f | 443 f | 499 f | 1 100 H | 2 049 H | 1 998 H | 478 f | - | - |

Notes :
- 1358 : pour Reglella ;
- 1365 : dont 16 f pour Cases Noves et 22 f pour Reglella ;
- 1378 : dont 8 f pour Cases Noves et 9 f pour Reglella ;
- 1424 : pour Cases Noves ;
- 1774 : pour Isle-Retglelle et Saint-Michel-des-Lhottes.

### Démographie contemporaine
L'évolution du nombre d'habitants est connue à travers les recensements de la population effectués dans la commune depuis 1793. Pour les communes de moins de 10 000 habitants, une enquête de recensement portant sur toute la population est réalisée tous les cinq ans, les populations de référence des années intermédiaires étant quant à elles estimées par interpolation ou extrapolation. Pour la commune, le premier recensement exhaustif entrant dans le cadre du nouveau dispositif a été réalisé en 2008.

En 2022, la commune comptait 5 546 habitants, en évolution de +1,63 % par rapport à 2016 (Pyrénées-Orientales : +3,92 %, France hors Mayotte : +2,11 %).
| 1793  | 1800  | 1806  | 1821  | 1831  | 1836  | 1841  | 1846  | 1851  |
| ----- | ----- | ----- | ----- | ----- | ----- | ----- | ----- | ----- |
| 1 904 | 2 076 | 2 356 | 2 666 | 3 102 | 3 216 | 3 171 | 3 291 | 3 262 |

| 1856  | 1861  | 1866  | 1872  | 1876  | 1881  | 1886  | 1891  | 1896  |
| ----- | ----- | ----- | ----- | ----- | ----- | ----- | ----- | ----- |
| 3 260 | 3 258 | 3 332 | 3 415 | 3 538 | 3 386 | 3 397 | 3 341 | 3 298 |

| 1901  | 1906  | 1911  | 1921  | 1926  | 1931  | 1936  | 1946  | 1954  |
| ----- | ----- | ----- | ----- | ----- | ----- | ----- | ----- | ----- |
| 3 245 | 3 183 | 3 254 | 3 024 | 3 209 | 3 652 | 3 765 | 4 250 | 4 537 |

| 1962  | 1968  | 1975  | 1982  | 1990  | 1999  | 2006  | 2008  | 2013  |
| ----- | ----- | ----- | ----- | ----- | ----- | ----- | ----- | ----- |
| 5 074 | 5 262 | 5 258 | 5 249 | 5 095 | 4 993 | 5 211 | 5 278 | 5 405 |

| 2018  | 2022  | - | - | - | - | - | - | - |
| ----- | ----- | - | - | - | - | - | - | - |
| 5 436 | 5 546 | - | - | - | - | - | - | - |

| selon la population municipale des années : | 1968 | 1975 | 1982 | 1990 | 1999 | 2006 | 2009 | 2013 |
| Rang de la commune dans le département      | 7    | 8    | 11   | 16   | 18   | 17   | 18   | 18   |
| Nombre de communes du département           | 232  | 217  | 220  | 225  | 226  | 226  | 226  | 226  |

### Enseignement
Ille-sur-Têt dispose de deux écoles maternelles publiques (98 et 99 élèves en 2013),, de deux écoles primaires publiques (238 et 142 élèves en 2013), et d'un collège public,.

### Manifestations culturelles et festivités
- Fête patronale : 20 janvier[67] ;
- Fête communale : 3 août[67] ;
- Foires : mardi de la Passion, dernier dimanche de juin, 24 août, 5 décembre[67] ;
- Marché : tous les mercredis et vendredis matin[68];
- Événement(s) : Désertival

### Sports
- Ille-sur-Têt compte un club de rugby à XIII : Ille XIII, champion de France élite 2 en 2023.

## Économie

### Revenus
En 2018, la commune compte 2 476 ménages fiscaux, regroupant 5 327 personnes. La médiane du revenu disponible par unité de consommation est de 17 790 € (19 350 € dans le département). 33 % des ménages fiscaux sont imposés (42,1 % dans le département).

### Emploi
|                | 2008   | 2013   | 2018   |
| -------------- | ------ | ------ | ------ |
| Commune        | 10,6 % | 14,4 % | 14,7 % |
| Département    | 10,3 % | 12,9 % | 13,3 % |
| France entière | 8,3 %  | 10 %   | 10 %   |

En 2018, la population âgée de 15 à 64 ans s'élève à 3 007 personnes, parmi lesquelles on compte 70,6 % d'actifs (55,9 % ayant un emploi et 14,7 % de chômeurs) et 29,4 % d'inactifs,. Depuis 2008, le taux de chômage communal (au sens du recensement) des 15-64 ans est supérieur à celui de la France et du département.
La commune fait partie de la couronne de l'aire d'attraction de Perpignan, du fait qu'au moins 15 % des actifs travaillent dans le pôle,. Elle compte 1 609 emplois en 2018, contre 1 626 en 2013 et 1 551 en 2008. Le nombre d'actifs ayant un emploi résidant dans la commune est de 1 773, soit un indicateur de concentration d'emploi de 90,7 % et un taux d'activité parmi les 15 ans ou plus de 48,8 %.
Sur ces 1 773 actifs de 15 ans ou plus ayant un emploi, 715 travaillent dans la commune, soit 40 % des habitants. Pour se rendre au travail, 78,9 % des habitants utilisent un véhicule personnel ou de fonction à quatre roues, 2,8 % les transports en commun, 14,5 % s'y rendent en deux-roues, à vélo ou à pied et 3,8 % n'ont pas besoin de transport (travail au domicile).

### Activités hors agriculture

#### Secteurs d'activités
398 établissements sont implantés  à Ille-sur-Têt au 31 décembre 2019. Le tableau ci-dessous en détaille le nombre par secteur d'activité et compare les ratios avec ceux du département,.
| Secteur d'activité                                                                                        | Commune | Commune | Département |
| Secteur d'activité                                                                                        | Nombre  | %       | %           |
| --- | ------- | ------- | ----------- |
| Ensemble                                                                                                  | 398     | 100 %   | (100 %)     |
| Industrie manufacturière, industries extractives et autres                                                | 30      | 7,5 %   | (8,7 %)     |
| Construction                                                                                              | 50      | 12,6 %  | (14,3 %)    |
| Commerce de gros et de détail, transports, hébergement et restauration                                    | 123     | 30,9 %  | (30,5 %)    |
| Information et communication                                                                              | 4       | 1 %     | (1,9 %)     |
| Activités financières et d'assurance                                                                      | 17      | 4,3 %   | (3 %)       |
| Activités immobilières                                                                                    | 21      | 5,3 %   | (6,2 %)     |
| Activités spécialisées, scientifiques et techniques et activités de services administratifs et de soutien | 38      | 9,5 %   | (13 %)      |
| Administration publique, enseignement, santé humaine et action sociale                                    | 77      | 19,3 %  | (13,9 %)    |
| Autres activités de services                                                                              | 38      | 9,5 %   | (8,5 %)     |

Le secteur du commerce de gros et de détail, des transports, de l'hébergement et de la restauration est prépondérant sur la commune puisqu'il représente 30,9 % du nombre total d'établissements de la commune (123 sur les 398 entreprises implantées  à Ille-sur-Têt), contre 30,5 % au niveau départemental.

#### Entreprises et commerces
Les cinq entreprises ayant leur siège social sur le territoire communal qui génèrent le plus de chiffre d'affaires en 2020 sont : 
- Groupe Saveur des Clos - GSC, commerce de gros (commerce interentreprises) de fruits et légumes (36 142 k€)
- Discountille, supermarchés (3 749 k€)
- Clos des Costières, culture de céréales (à l'exception du riz), de légumineuses et de graines oléagineuses (3 730 k€)
- Agridepot, commerce de détail de fleurs, plantes, graines, engrais, animaux de compagnie et aliments pour ces animaux en magasin spécialisé (1 747 k€)
- SARL du Realet, culture de fruits à pépins et à noyau (776 k€)

Les cycles Caminade est une entreprise siègeant sur la commune.

### Agriculture
La commune est dans la « plaine du Roussillon », une petite région agricole occupant la bande côtière et une grande partie centrale du département des Pyrénées-Orientales. En 2020, l'orientation technico-économique de l'agriculture  sur la commune est la culture de fruits ou d'autres cultures permanentes.
|               | 1988  | 2000  | 2010  | 2020  |
| ------------- | ----- | ----- | ----- | ----- |
| Exploitations | 283   | 175   | 86    | 52    |
| SAU (ha)      | 1 494 | 1 421 | 1 048 | 1 195 |

Le nombre d'exploitations agricoles en activité et ayant leur siège dans la commune est passé de 283 lors du recensement agricole de 1988  à 175 en 2000 puis à 86 en 2010 et enfin à 52 en 2020, soit une baisse de 82 % en 32 ans. Le même mouvement est observé à l'échelle du département qui a perdu pendant cette période 73 % de ses exploitations,. La surface agricole utilisée sur la commune a également diminué, passant de 1494 ha en 1988 à 1195 ha en 2020. Parallèlement la surface agricole utilisée moyenne par exploitation a augmenté, passant de 5 à 23 ha.

## Culture locale et patrimoine

### Monuments et lieux touristiques
- L'église Saint-Étienne ( Classé MH (1998)) ;
- L'église Sainte-Marie-la-Rodona  Classé MH (1986) : église romane ;
- L'église des Carmes ( Classé MH (1984)) ;
- L'Hospici d'Illa ou hospice Saint-Jacques ( Classé MH (1987)) ;
- Église de l'Hôpital Saint-Jacques dit aussi Hospici d'Illa d'Ille-sur-Têt.
- Le monastère Saint-Clément de Reglella ( Inscrit MH (1993, Chapelle et vestiges de l'ancien monastère)) : monastère en ruines de style roman située au lieu-dit Reglella ;
- L'église Saint-Sauveur de Casesnoves ( Inscrit MH (1955)) ;
- L'hôtel d'Ardena ( Inscrit MH (1984)), hôtel particulier du XVIIe siècle ;
- Une croix de cimetière du XVIe siècle ( Classé MH (1892)) ;
- Le site des Orgues d'Ille-sur-Têt.
- L'ermitage Saint-Maurice de Greulera  Inscrit MH (1927).
- Ancienne église Sainte-Croix d'Ille-sur-Têt.
- Ancienne église Sainte-Marie d'Ille-sur-Têt.
- Chapelle d'Ille-sur-Têt.
- Chapelle Notre-Dame de Greolera.

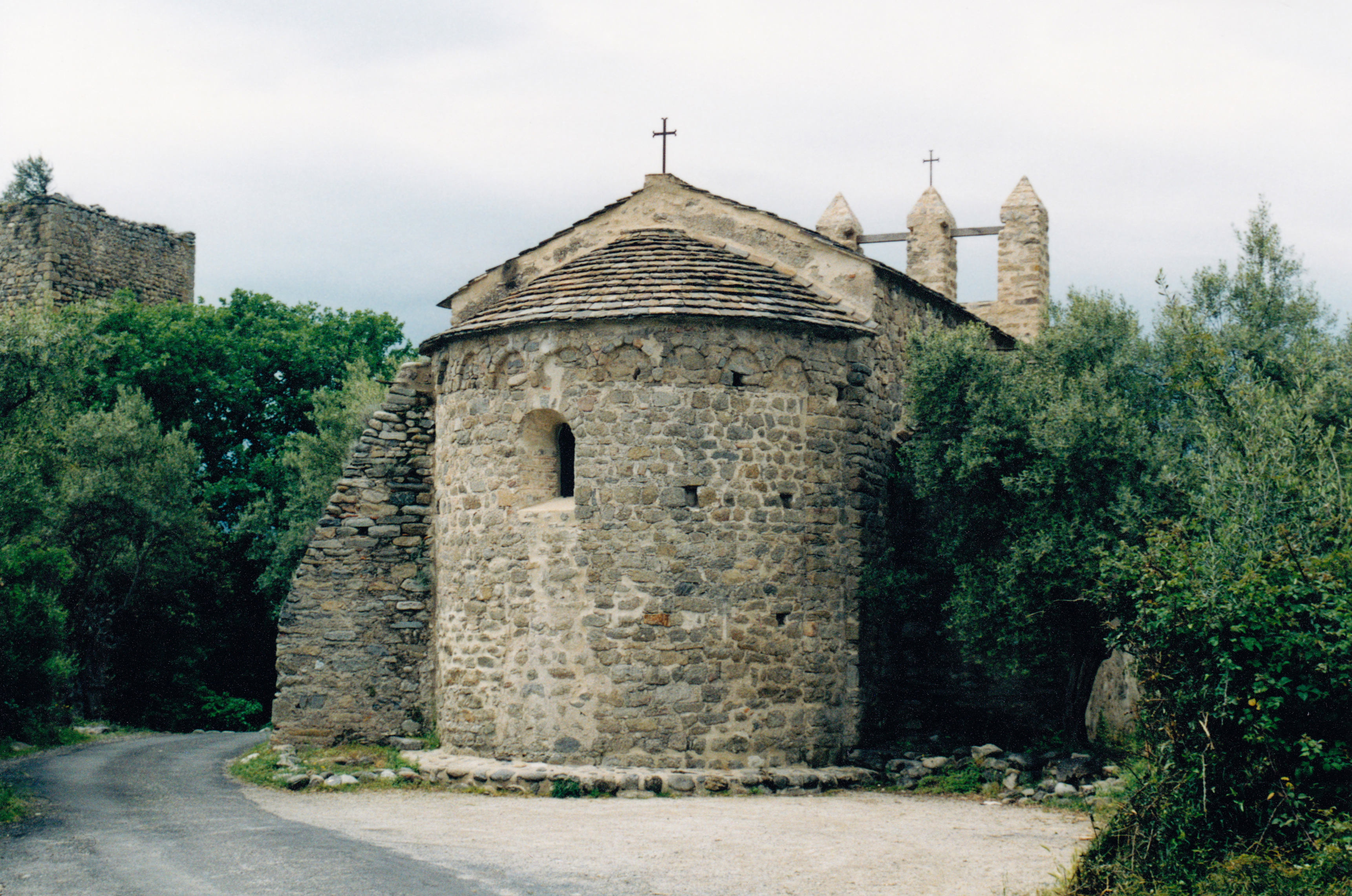
Église Saint-Sauveur de Casesnoves
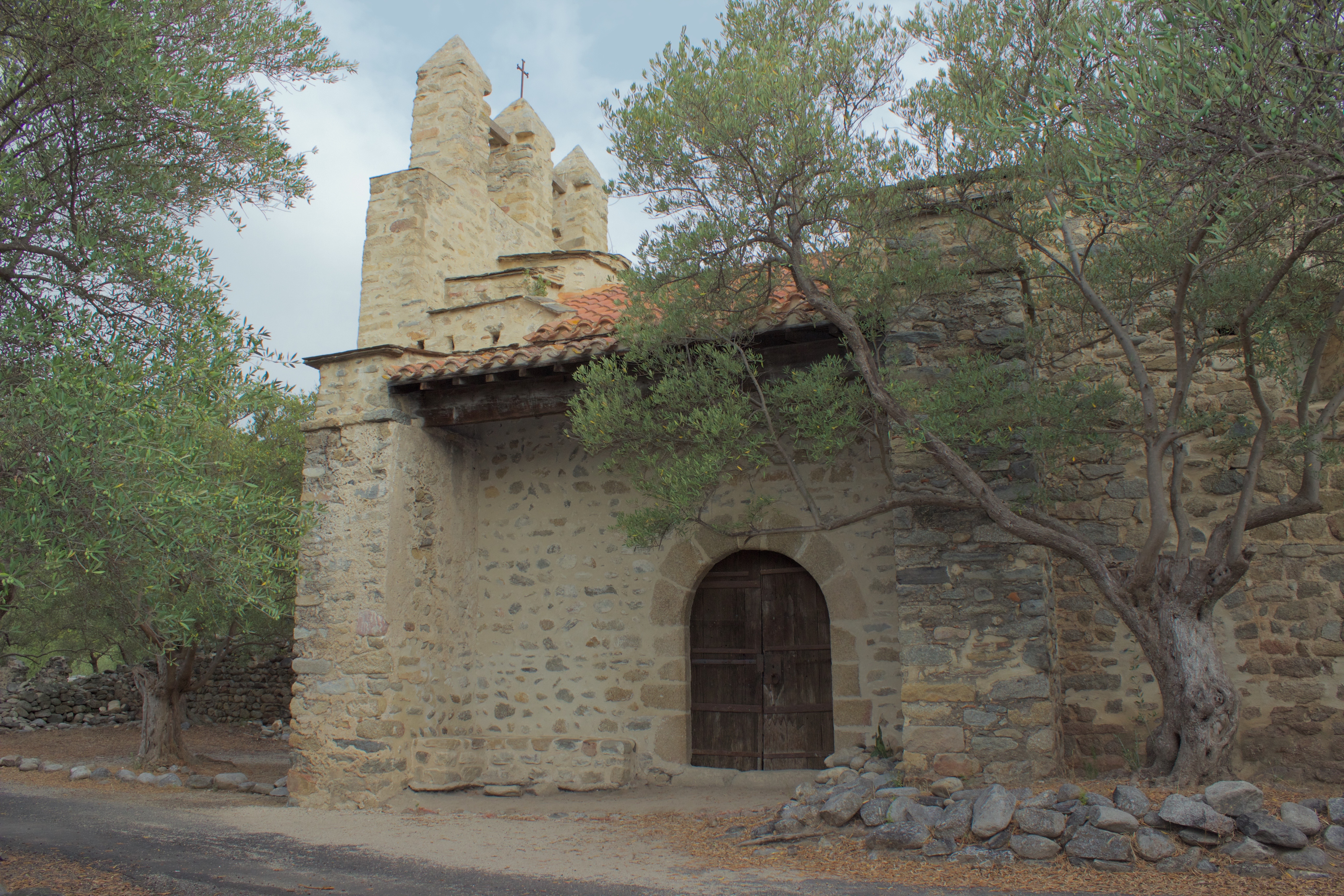
L'église Saint-Sauveur
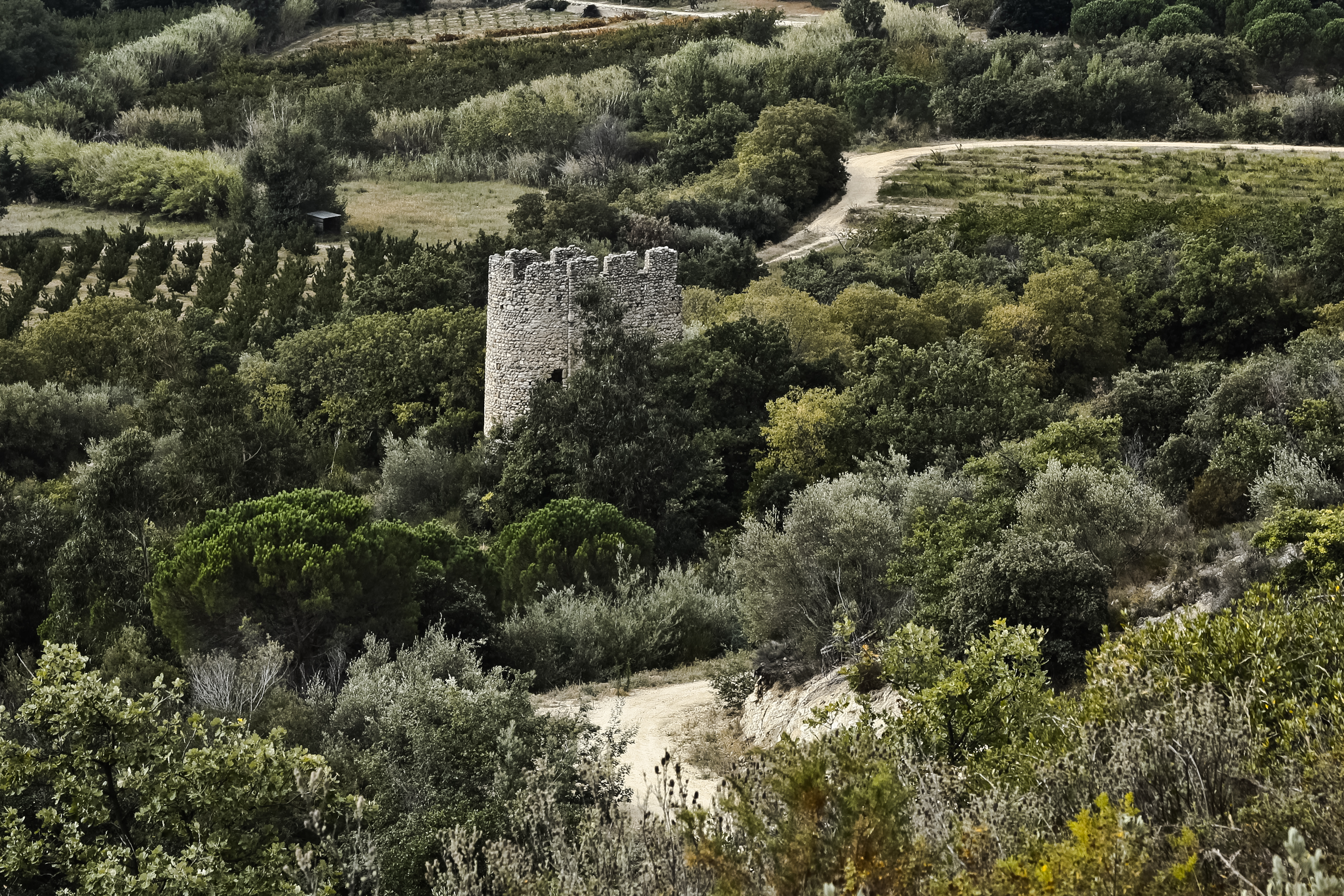
Église Saint-Clément de Reglella
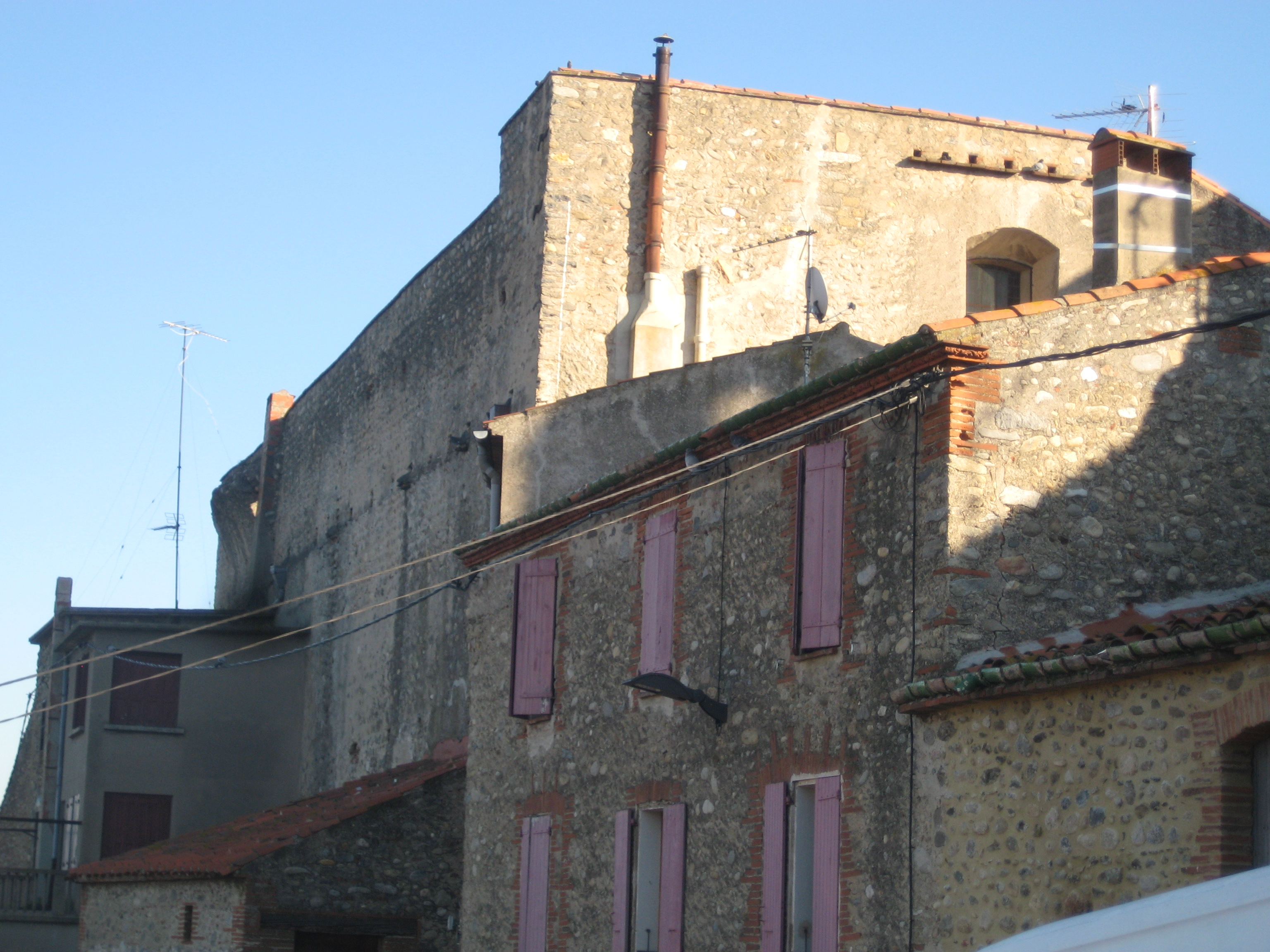
Église Sainte-Marie-la-Rodona
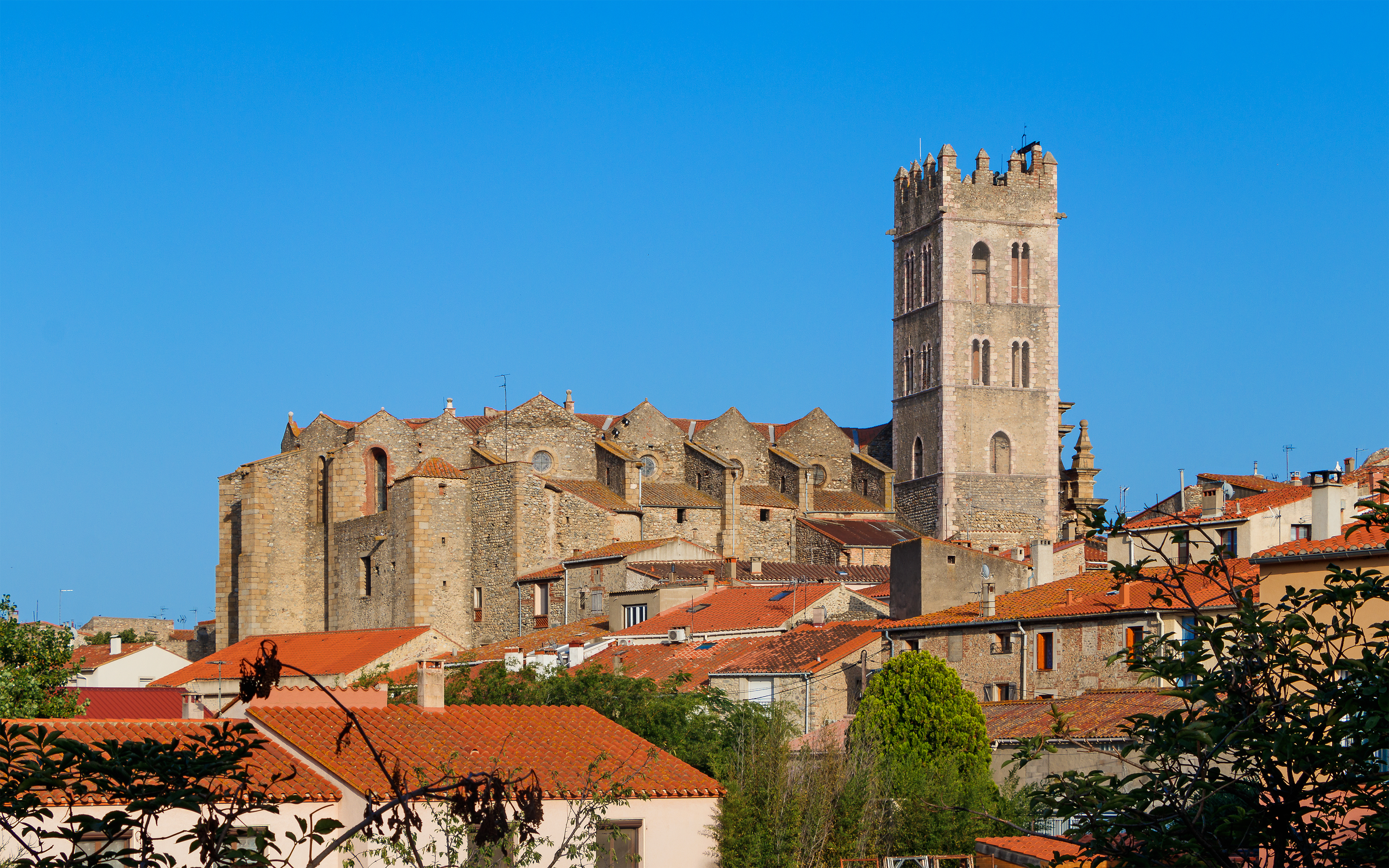
Église Saint-Étienne d'Ille-sur-Têt
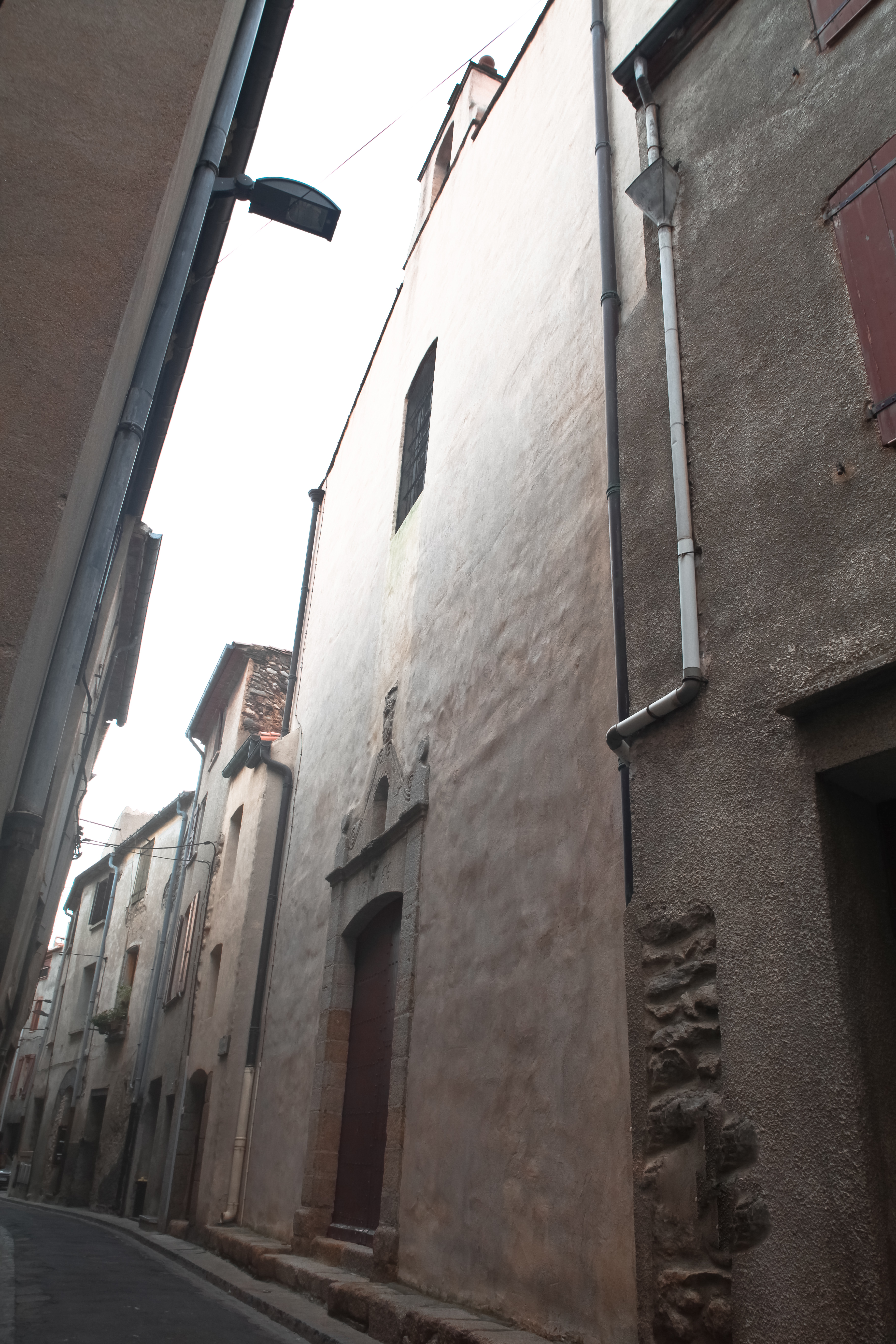
L'église des Carmes
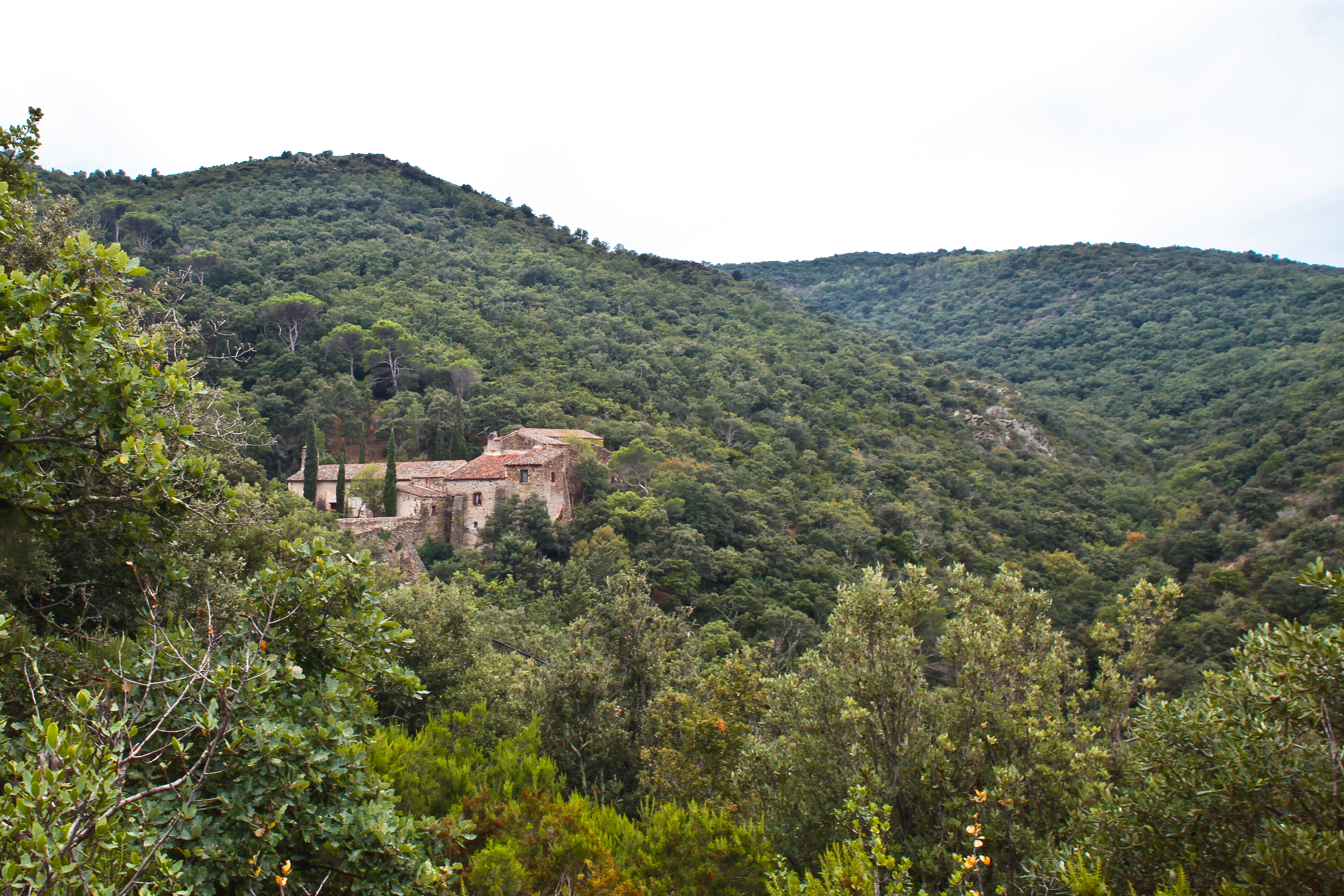
Ermitage Saint-Maurice de Greulera
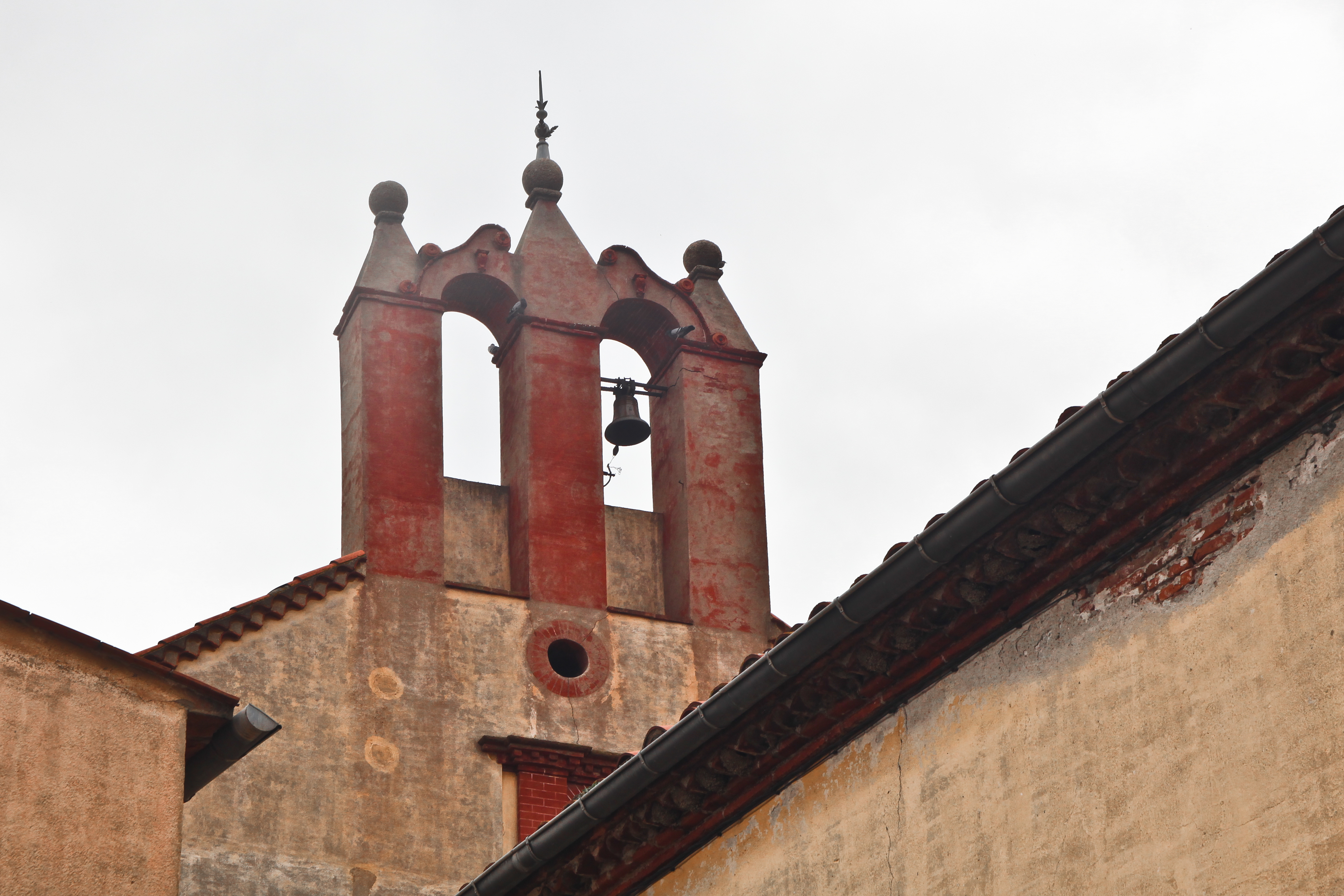
Église de l'Hôpital Saint-Jacques dit aussi Hospici d'Illa d'Ille-sur-Têt
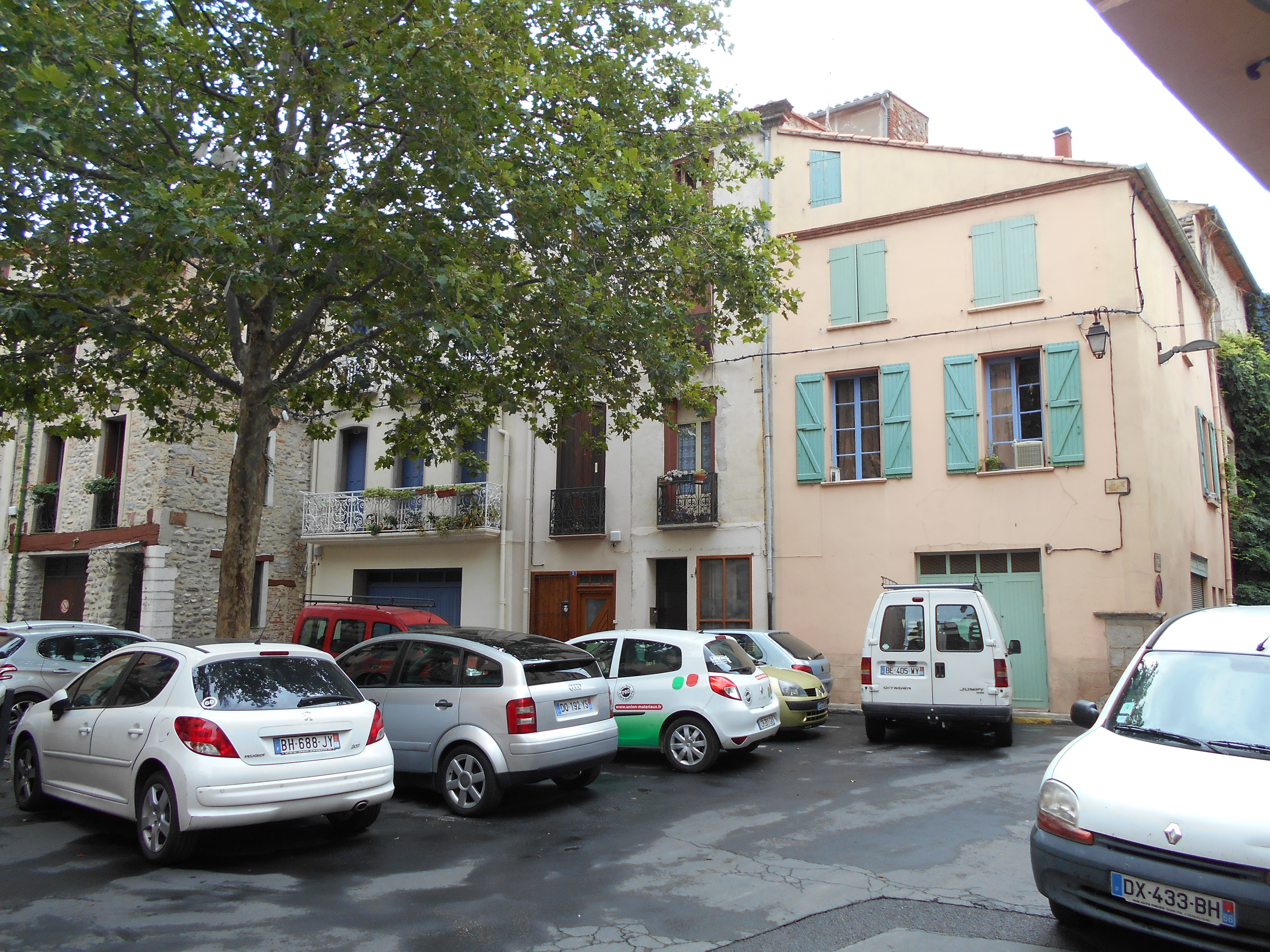
Ancienne église Sainte-Croix d'Ille-sur-Têt
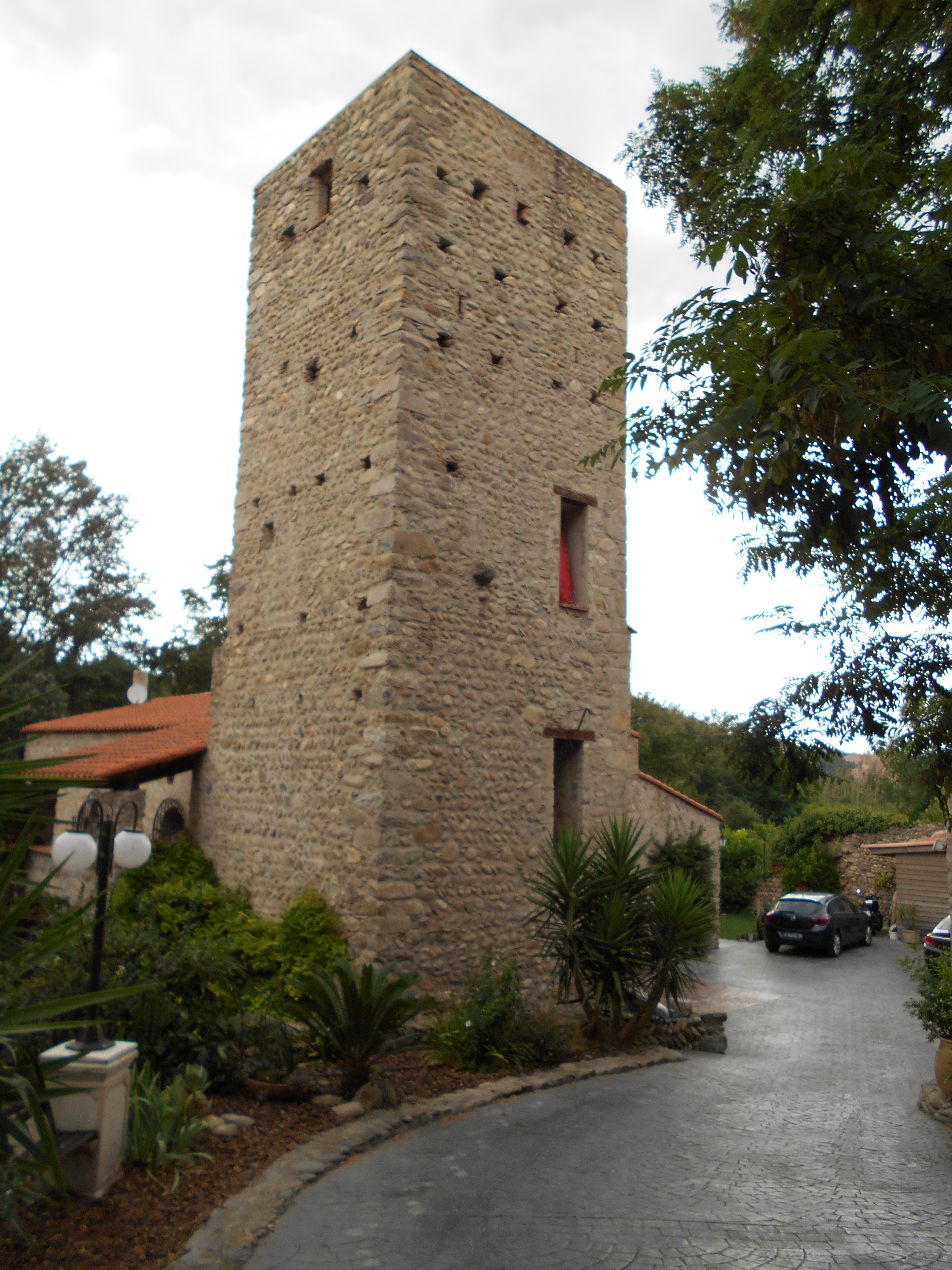
Ancienne église Sainte-Marie d'Ille-sur-Têt. L'église a été transformée en maison
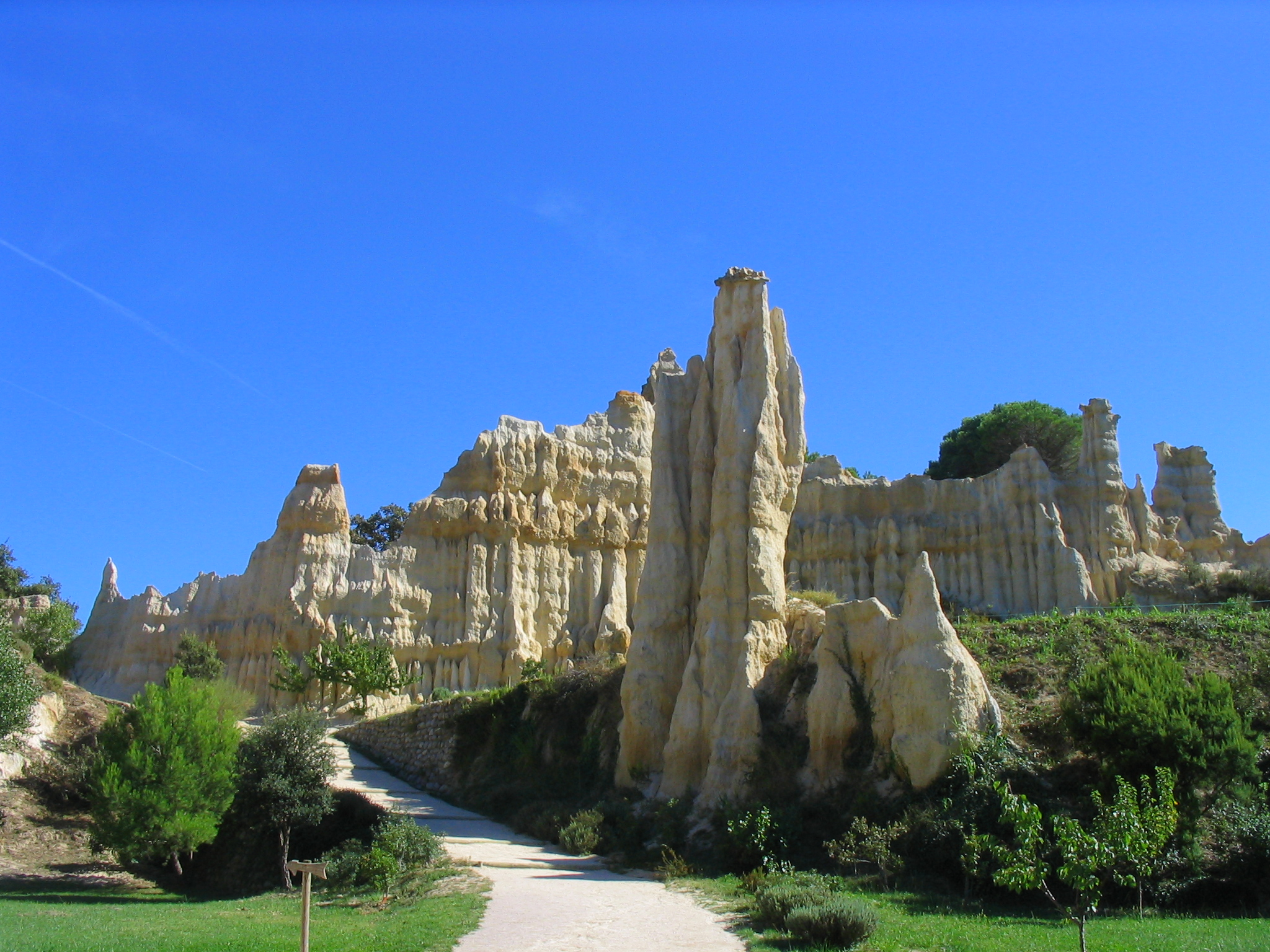
Les Orgues

### Personnalités liées à la commune
- Joseph d'Albert (1722-1790) : conseiller au Parlement de Paris, né et mort à Ille-sur-Têt ;
- François-Étienne Montégut (1758-1827) : homme politique né à Ille-sur-Têt ;
- Amédée Artus (1815-1892) : chef d'orchestre et compositeur mort à Ille-sur-Têt ;
- Jean Bardou (1799-1852) : industriel né à Ille-sur-Têt ;
- Joseph Bardou (1823-1884) : Industriel, né à Ille-sur-Tête et fils du précédent ;
- Charles Dupuy (1851-1923) : homme politique, fait citoyen d'honneur de la ville en 1893[74] et mort à Ille-sur-Têt ;
- Renée Vidal (1861-1911) : chanteuse d'opéra ayant vécu et morte à Ille-sur-Têt ;
- Étienne Alart (1883-?) : militant anarchiste et antimilitariste né à Ille-sur-Têt ;
- Joseph-Sébastien Pons (1886-1962) : poète né et mort à Ille-sur-Têt ;
- Simona Gay (1898-1969) : poétesse, aquarelliste, sœur de Joseph-Sébastien Pons, née et morte à Ille-sur-Têt ;
- Xavier de Gaulle (1887-1955) : résistant, ayant travaillé à Ille-sur-Têt ;
- Pierre Fouché (1891-1967) : linguiste, né et mort à Ille-sur-Têt ;
- René Barande (1892-1976) : graveur sur bois, spécialisé dans l'ex-libris, né à Ille-sur-Têt ;
- Jean Galia (1905-1949) : joueur de rugby à XV et de rugby à XIII né à Ille-sur-Têt ;
- Louis Amade (1915-1992) : parolier et préfet, né à Ille-sur-Têt ;
- Vincent Mestres (1932-) : joueur de rugby à XIII et de rugby à XV, champion de France de rugby à XV en 1955 avec l'USAP, troisième ligne aile, né à Ille-sur-Têt ;
- Gérard Llaury (1935-1995) : joueur de rugby à XV, champion de France de rugby à XV en 1955 avec l'USAP, troisième ligne centre, né à Ille-sur-Têt ;
- Paul Blanc (1937-) : homme politique, né à Ille-sur-Têt ;
- Paul Loridant (1948-2020) : homme politique, né à Ille-sur-Têt.

### Héraldique
Retrait provisoire. Voir en page de discussion.

### Culture populaire
- La nouvelle de Prosper Mérimée, La Vénus d'Ille, se déroule à Ille-sur-Têt.